# Teoría del valor-trabajo

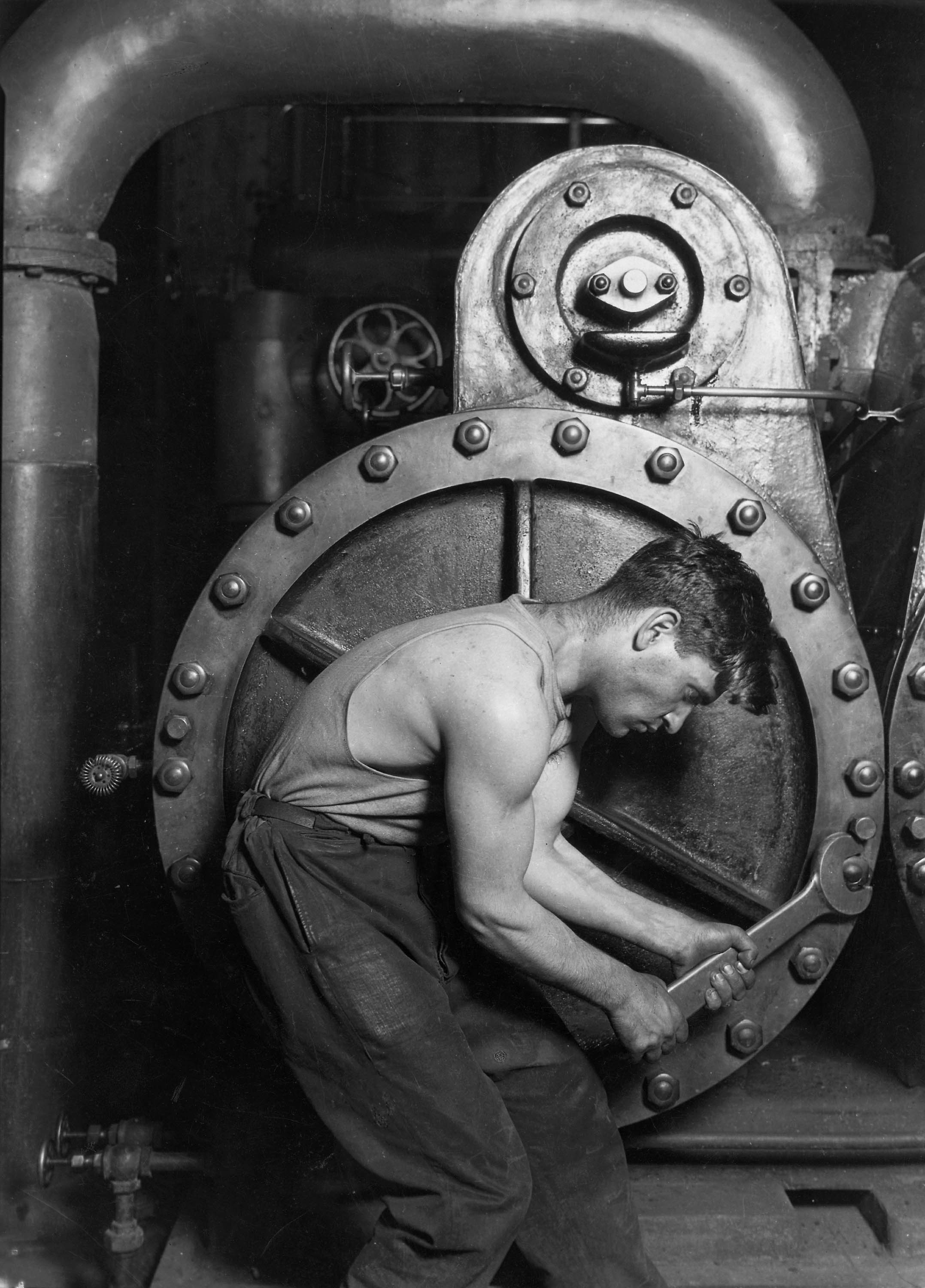
Según la teoría del valor-trabajo, el valor de una mercancía está determinado por la cantidad «tiempo de trabajo socialmente necesario» dedicado para su producción.

La teoría laboral del valor o valor-trabajo (TVT) es una teoría económica heterodoxa que considera que el valor de un bien o servicio está determinado por la cantidad de «tiempo de trabajo socialmente necesario» para su producción.
La teoría del valor-trabajo es usualmente asociada a la economía marxista, aunque esta también aparece en las primeras teorías formuladas por los economistas clásicos, como Adam Smith o David Ricardo, y posteriormente retomada en la economía anarquista. Smith describió el precio de una mercancía en términos de trabajo necesario para adquirirlo, que personifica el concepto de cuanto trabajo es requerido para la obtención de un bien y como una herramienta por ejemplo, puede facilitar su adquisición. La teoría del valor-trabajo es un elemento central de la teoría marxista, que sostiene que la clase trabajadora es explotada bajo el capitalismo y disocia valor y precio. Karl Marx sin embargo, no se refiere a su propia teoría como "teoría del valor-trabajo" sino como teoría del valor.
El resurgimiento en la interpretación de Marx conocida como Neue Marx-Lektüre también rechaza la economía marxista y la teoría del valor-trabajo, llamándola "sustancialista". Esta revisión afirma que la teoría del valor-trabajo es una mala interpretación del concepto de fetichismo de la mercancía con relación al valor y que esta interpretación nunca aparece en la obra de Marx. Esta escuela enfatiza en que El Capital es explícitamente una crítica a la economía política, en lugar de una teoría "más correcta".
La economía ortodoxa moderna rechaza la TVT y utiliza una teoría del valor basada en preferencias subjetivas.

## Valor y trabajo
Cuando se habla en términos de una teoría del valor-trabajo, "valor", sin ningún adjetivo calificativo, debería teóricamente referirse a la cantidad de trabajo necesaria para producir una mercancía comercializable, incluido el trabajo necesario para desarrollar cualquier capital real utilizado en la producción.  
El precio que paga deberá ser siempre el mismo, cualquiera sea la cantidad de bienes que recibe a cambio. En realidad a veces comprará más de éstos y a veces menos; pero lo que cambia es su valor, no el del trabajo que los compra. En todo tiempo y lugar lo caro es lo que es difícil de conseguir, o lo que cuesta mucho trabajo adquirir, y lo barato es lo que se obtiene fácilmente o con muy poco trabajo. El trabajo exclusivamente, entonces, al no variar nunca en su propio valor, es el patrón auténtico y definitivo mediante el cual se puede estimar y comparar el valor de todas las mercancías en todo tiempo y lugar. Es su precio real; y el dinero es tan sólo su precio nominal.  

El precio real de todas las cosas, lo que cada cosa cuesta realmente a la persona que desea adquirirla, es el esfuerzo y la fatiga que su adquisición supone. Lo que cada cosa verdaderamente vale para el hombre que la ha adquirido y que pretende desprenderse de ella o cambiarla por otra cosa, es el esfuerzo y la fatiga que se puede ahorrar y que puede imponer sobre otras personas. Aquello que se compra con dinero o con bienes se compra con trabajo, tanto como lo que compramos con el esfuerzo de nuestro propio cuerpo.
La riqueza de las naciones (1776) Adam Smith

Tanto David Ricardo como Karl Marx intentaron cuantificar y encarnar todos los componentes del trabajo para desarrollar una teoría del precio real o precio natural de una mercancía.

### Trabajo como valor
La TVT defiende el carácter especial del trabajo como valor debido a su omnipresencia en los productos del mercado, es "un insumo directo e indirecto para cada mercancía", por lo que es un factor necesario para la producción. En consecuencia, Adam Smith argumentó que la riqueza de una nación, en consecuencia, depende de la administración del trabajo social y útil en ella. Como explica Dave Zachariah:
El trabajo social es especial en este sentido. [...] El trabajo es un recurso universal pero escaso. Durante un período de tiempo determinado hay una cantidad limitada de horas de trabajo disponibles para la producción, lo que restringe el patrón de consumo factible. Esto impone una necesidad práctica de asignarlo en varias ramas de producción para satisfacer las demandas sociales cambiantes. Por lo tanto, determinar la demanda en términos de trabajo se vuelve funcionalmente útil para organizar y asignar el trabajo con cierto grado de eficiencia.
El trabajo a su vez asume la forma de mercancía, ya que "se compra y se vende, pero no se produce como mercancía". En la economía marxista el trabajo humano posee además la capacidad de crear un excedente, un plusvalor, del cual surge el beneficio económico. Por otro lado, el valor de la maquinaria solo transfiere el valor del trabajo previo ya contenido en ella. Aunque el avance tecnológico ha permitido el remplazo del trabajo humano mediante la automatización todavía se requiere de la intervención humana para su funcionamiento y eficiencia. En este sentido, Ian Wright describe que los seres humanos tienen "poderes causales universales" mientras que las máquinas tienen "poderes causales particulares". Marx hipotetizó que en una sociedad completamente mecanizada sería el «intelecto general» sería la nueva fuerza productiva. Wright también llegó a hipotetizar que una máquina podría ser capaz de crear plusvalor si superase el test de Turing.

### Valor de uso y valor de cambio
El valor "en uso" es la utilidad del bien en cuestión. A menudo surge una paradoja clásica al considerar este tipo de valor. En palabras de Adam Smith:

Hay que destacar que la palabra VALOR tiene dos significados distintos. A veces expresa la utilidad de algún objeto en particular, y a veces el poder de compra de otros bienes que confiere la propiedad de dicho objeto. Se puede llamar a lo primero «valor de uso» y a lo segundo «valor de cambio». Las cosas que tienen un gran valor de uso con frecuencia poseen poco o ningún valor de cambio. No hay nada más útil que el agua, pero con ella casi no se puede comprar nada; casi nada se obtendrá a cambio de agua. Un diamante, por el contrario, apenas tiene valor de uso, pero a cambio de él se puede conseguir generalmente una gran cantidad de otros bienes.
La riqueza de las naciones (1776) Adam Smith

El valor "en cambio" es la proporción relativa con la que esta mercancía se intercambia por otra (es decir, su precio en el caso del dinero). Es relativo al trabajo como lo explica Adam Smith:

[E]l valor de cualquier mercancía, para la persona que la posee y que no pretende usarla o consumirla sino intercambiarla por otras, es igual a la cantidad de trabajo que le permite a la persona comprar u ordenar. El trabajo es, así, la medida real del valor de cambio de todas las mercancías.
La riqueza de las naciones (1776) Adam Smith

El valor (sin evaluación) es el trabajo incorporado en una mercancía bajo una estructura de producción dada. Marx definió el valor de la mercancía con esta tercera definición. En sus términos, el valor es el "trabajo abstracto socialmente necesario" encarnado en una mercancía. Para David Ricardo y otros economistas clásicos, esta definición sirve como una medida de "costo real", "valor absoluto" o una "medida de valor" invariable ante cambios en la distribución y la tecnología.
Ricardo, otros economistas clásicos y Marx comenzaron sus exposiciones con el supuesto de que el valor de cambio era igual o proporcional a este valor del trabajo. Pensaron que esta era una buena suposición a partir de la cual explorar la dinámica del desarrollo en las sociedades capitalistas. Otros partidarios de la teoría del valor-trabajo utilizaron la palabra "valor" en el segundo sentido para representar el "valor de cambio".

### Distinciones del trabajo económicamente pertinente

#### Trabajo concreto y abstracto
El trabajo bifacético, se refiere al carácter dual o bifacético del trabajo contenido en las mercancías. Este concepto es una categoría central de El Capital de Karl Marx, con la que se pretende señalar que así como en la mercancía están contenidos dos tipos o formas del valor, el valor de cambio y el valor de uso, el trabajo que produce una mercancía también contiene dos facetas diferentes, dos "caras de la misma moneda". 
Una, como trabajo concreto o trabajo útil, creador de valores de uso, y otra, como trabajo abstracto, creador de valores de cambio.

"Todo trabajo es, por un lado, gasto de fuerza humana de trabajo en un sentido fisiológico, y es en esta condición de trabajo humano igual, o de trabajo abstractamente humano, como constituye el valor de la mercancía. Todo trabajo, por otra parte, es gasto de fuerza humana de trabajo en una forma particular y orientada a un fin, y en esta condición de trabajo útil concreto produce valores de uso [...] En un comienzo, la mercancía se nos puso de manifiesto como algo bifacético, como valor de uso y valor de cambio. Vimos a continuación que el trabajo, al estar expresado en el valor, no poseía ya los mismos rasgos característicos que lo distinguían como generador de valores de uso. He sido el primero en exponer críticamente esa naturaleza bifacética del trabajo contenido en la mercancía [...] este punto es el eje en torno al cual gira la comprensión de la economía política"
K. Marx El capital, tomo I, Sección I, Cap. I, La Mercancía. 

#### Trabajo directo e indirecto
La cantidad de trabajo requerida de la mano de obra para una mercancía se denomina trabajo directo. Sin embargo, los bienes de capital necesarios en una mercancía que han sido a su vez producidos previamente por el trabajo y otros bienes de capital se denomina trabajo indirecto. Juntando los insumos de trabajo directos e indirectos, se obtiene finalmente el insumo total de trabajo en la mercancía, que también puede llamarse el trabajo total incorporado en ella, o su contenido de trabajo directo e indirecto. Marx se refería como "trabajo vivo" al trabajo directo y "trabajo muerto" al trabajo indirecto.

#### Trabajo simple y complejo
El trabajo simple y trabajo complejo son dos conceptos que se utilizaron en la economía política clásica principalmente en los siglo XVIII y XIX, que fueron desarrollados posteriormente por Karl Marx en su crítica de la economía política. Ambos términos se refieren al valor del trabajo humano, pero con una distinción clave en cuanto a la cualificación y productividad del trabajador. Estos términos sobreviven hoy en día hasta cierto punto en las discusiones modernas de sociología económica, análisis económico marxista y en el debate sobre el cálculo económico en el socialismo. 

Si una clase de trabajo requiere un extraordinario grado de destreza e ingenio, el aprecio que los hombres tengan por tales talentos naturalmente dará valor a su producción, un valor superior al que se derivaría sólo del tiempo empleado en la misma. Esos talentos casi nunca pueden ser adquiridos sin una larga dedicación, y el mayor valor de su producción con frecuencia no es más que una compensación razonable por el tiempo y trabajo invertidos en conseguirlos.
La riqueza de las naciones. Adam Smith

El propio Marx señaló que ya en el siglo XVIII los economistas ingleses habían llegado a la concepción de trabajo simple (unskilled labour), “el trabajo que puede efectuar cualquier individuo medio de una sociedad dada”, considerado como gasto de “músculo, nervio, cerebro humano”. La mano de obra calificada cuesta más producir que la mano de obra no calificada, y puede ser más productiva.
Smith y Ricardo pensaron que los ingresos relativos como "medida razonablemente buena para reducir todas las variedades de trabajo especializado a trabajo no especializado". Por ello usaron en el mercado como índice de cualificación, pero consideraron que "la relación entre los diferentes niveles de trabajo especializado era una propiedad material y presocial del trabajo como factor natural de producción".
Marx sostuvo que esta igualación de diferentes tipos de trabajos es inconsciente. Asumió que, independientemente del precio al que se venda, la fuerza de trabajo calificada tenía un valor más alto (cuesta más producirla, en dinero, tiempo, energía y recursos), y que el trabajo calificado podía producir un producto con un valor más alto en la misma cantidad de tiempo, en comparación con el trabajo no calificado. Esto se reflejó en una jerarquía de habilidades y una jerarquía de niveles salariales. En este sentido, Friedrich Engels comenta en Anti-Dühring:

El producto de la hora de trabajo compuesto es una mercancía de valor superior, doble o triple, comparado con el producto de la hora de trabajo simple. Mediante esa comparación, el valor de los productos del trabajo compuesto se expresa en determinadas cantidades de trabajo simple; pero esta reducción del trabajo compuesto tiene lugar por un proceso social que se realiza a espaldas de los productores, por un mecanismo que en este punto, en el desarrollo de la teoría del valor, no se puede sino comprobar, no explicar. [...]

¿Cómo se resuelve esta importante cuestión del salario más alto del trabajo compuesto? En la sociedad de productores privados, los particulares o las familias cargan con los costes de formación del trabajador calificado; por eso corresponde a los particulares el precio, más alto, de la fuerza de trabajo calificada: el esclavo hábil se vende más caro, y el obrero hábil cobra salario más alto.
F. Engels (1878), Anti-Dühring, Sección segunda, ECONOMIA POLITICA. V. Teoría del valor

#### Trabajo productivo e improductivo
El trabajo productivo se refiere a aquel trabajo que tiene la capacidad de modificar el valor de uso de las mercancías o de proporcionar servicios, generando la riqueza material y no material que sostiene a la sociedad. En un sistema socioeconómico capitalista, además, los capitalistas pueden apropiarse de otra parte de esa riqueza en forma de plusvalor.
En contraposición, el trabajo improductivo es aquel orientado al mantenimiento del orden social basado en clases sociales y que no genera riqueza por sí mismo (como el gobierno, las fuerzas armadas, el mantenimiento de la propiedad privada o las operaciones financieras entre otras).
Tanto el trabajo productivo como el improductivo pueden ser asalariados, siendo la riqueza generada por el productivo la responsable del mantenimiento tanto de los trabajadores productivos como de los improductivos, así como de la clase capitalista.

### Relación entre valor y precio

La oferta y la demanda determina el precio de una mercancía y éste es igual a su valor si ambos factores se equilibran (precio natural).

Un problema al que se enfrenta el TvT es la relación entre las cantidades de valor, por un lado, y los precios, por otro. Si el valor de una mercancía no es el mismo que su precio y, por lo tanto, las magnitudes de cada una probablemente difieran, ¿Cuál es la relación entre las dos, si es que existe alguna? En el capítulo V de su libro La riqueza de las naciones, Adam Smith escribe:

En todo tiempo y lugar lo caro es lo que es difícil de conseguir, o lo que cuesta mucho trabajo adquirir, y lo barato es lo que se obtiene fácilmente o con muy poco trabajo. El trabajo exclusivamente, entonces, al no variar nunca en su propio valor, es el patrón auténtico y definitivo mediante el cual se puede estimar y comparar el valor de todas las mercancías en todo tiempo y lugar. Es su precio real; y el dinero es tan sólo su precio nominal.
La riqueza de las naciones (1776) Adam Smith

Varias escuelas de pensamiento de TvT brindan diferentes respuestas a esta pregunta. Sin embargo, la mayoría de los economistas dirían que los casos en los que el precio se da aproximadamente igual al valor del trabajo incorporado, son de hecho solo casos especiales. Escribe Smith en el capítulo VI:

Debe destacarse que el valor real de todos los varios componentes del precio viene medido por la cantidad de trabajo que cada uno de ellos puede comprar u ordenar. El trabajo mide el valor no sólo de aquella parte del precio que se resuelve en trabajo sino de la que se resuelve en renta y la que se resuelve en beneficio.
La riqueza de las naciones (1776) Adam Smith

La formulación estándar es que los precios normalmente incluyen un nivel de ingresos para "capital" y "tierra". Estos ingresos se conocen como "ganancia" y "alquiler", respectivamente. Sin embargo, Marx señaló que no se puede asignar valor al trabajo como una mercancía, porque el capital es una constante, mientras que la ganancia es una variable, no un ingreso; explicando así la importancia del beneficio en relación con las variables de precios.
 

En general, los precios suelen fluctuar. La TvT no niega el papel de la oferta y la demanda que influyen en el precio, ya que el precio de una mercancía es algo diferente a su valor. Smith define "precio de mercado" como el "precio efectivo al que se vende habitualmente una mercancía". Este precio "está determinado por la proporción entre la cantidad que de hecho se trae al mercado y la demanda de los que están dispuestos a pagar". Por otro lado Smith distingue el "precio natural", que es el precio correspondiente al valor real. El precio de mercado "puede estar por encima o por debajo, o ser exactamente igual al precio natural". Por ejemplo, si las personas deciden que prefieren comprar más abrigos y menos zapatos, el precio de mercado de los abrigos subirá por encima de su valor y el precio de los zapatos caerá por debajo del suyo. Solo cuando hay equilibrio económico el precio de mercado es igual al precio natural. Otras industrias, como los monopolios naturales, divergen los valores del precio de sus productos debido a los efectos de la renta diferencial y renta absoluta.
Si interpretamos el precio de mercado de un bien o servicio como una señal estocástica, el LTV sugiere que su valor laboral es un componente determinista subyacente al ruido. Esto implica un mecanismo de control en el sentido de que las desviaciones entre los precios de mercado y los precios proporcionales al valor laboral, causadas por discrepancias entre la oferta y la demanda, conducirán a ajustes contrarrestantes en la producción.
La TvT busca explicar el nivel de este equilibrio. Esto podría explicarse por un argumento de costos de producción, que señala que todos los costos son en última instancia costos laborales, pero esto no tiene en cuenta las ganancias y es vulnerable al cargo de tautología en el sentido de que explica los precios por precios. Piero Sraffa más tarde llamó a esto la "teoría de la suma" de Smith.
Smith sostuvo que los valores laborales son la medida natural de intercambio para productores directos como cazadores y pescadores. Marx, por otro lado, usa una analogía de medición, argumentando que para que las mercancías sean comparables deben tener un elemento o sustancia común por la cual medirlas, y que el trabajo es una sustancia común de lo que Marx eventualmente llama valor de la mercancía. Para Marx, "el precio supone el valor y es en la circulación donde la forma valor aparece transformada en la forma precio". Según Engels, en el dinero "está ya incluido en germen en el concepto de valor, y no es más que el valor desplegado". Así, Marx "conectó la teoría del valor trabajo con la teoría monetaria". La teoría marxista es por una parte "un sistema de cálculo de valores" y por otra parte "un sistema de cálculo de precios, más concretamente, de precios de producción".
Tanto Smith como Ricardo consideraron el "precio de costo", o "precio de producción", como idéntico al valor y, por lo tanto, al precio natural. Marx consideró errónea tal igualación, ya que el valor es el capital invertido más un plusvalor mientras que el precio de producción es el capital invertido más una ganancia promedia de todas las industrias que reparten su plusvalor. Entonces, l precios naturales serían costos laborales "transformados", o "distorsionados", debido a las relaciones de producción capitalistas. Marx argumentó que en dicha transformación la suma total de los precios se iguala al valor agregado de las mercancías. Así, estos dos son distintos pero es en última instancia la ley del valor la que se impone como centro de gravedad donde oscilan los precios de producción.
La demostración de la relación entre los valores unitarios de las mercancías y sus respectivos precios se conoce en la terminología marxista como el problema de la transformación o la transformación de los valores en precios de producción. El problema de la transformación probablemente ha generado la mayor parte del debate sobre el TvT. El problema de la transformación es encontrar un algoritmo en el que la magnitud del valor agregado por el trabajo, en proporción a su duración e intensidad, se contabilice suficientemente después de que este valor se distribuya a través de precios que reflejen una tasa igual de rendimiento del capital adelantado. Si hay una magnitud adicional de valor o una pérdida de valor después de la transformación, entonces la relación entre valores (proporcionales al trabajo) y precios (proporcionales al capital total adelantado) es incompleta. Se han ofrecido varias soluciones y teoremas de imposibilidad para la transformación, pero el debate no ha llegado a ninguna resolución clara. 

## Historia

### Antecedentes
Aunque suele atribuírsele a Karl Marx o a Ricardo, la TvT no tiene un único creador, sino que muchos pensadores diferentes han llegado a conclusiones similares de forma independiente. Se ha afirmado que Aristóteles compartía parte de esta visión afirmando que el valor de cada bien surge debido a la necesidad de un único estándar universal de medición. De igual manera, diferenció el precio del valor y distinguió entre valor de uso y valor de cambio, ambos conceptos presentes en la teoría del valor-trabajo.

"Puede representarse esta reciprocidad proporcional de servicios por una figura cuadrada, en la que se combinen los términos opuestos en el sentido de la diagonal. Sea, por ejemplo, el arquitecto A, el zapatero B, la casa C, el calzado D. El arquitecto recibirá del zapatero la obra que es propia del zapatero; y en cambio, le dará la obra que él mismo hace. Si hay desde luego entre los servicios cambiados una igualdad proporcional, y en seguida hay reciprocidad de buenos servicios, las cosas pasarán como ya lo he dicho. De otra manera, no hay ni igualdad ni estabilidad en las relaciones, porque puede suceder que la obra del uno valga más que la del otro, y es necesario igualarlas. Esta regla tiene aplicaciones en todas las demás artes [...]

Sea una casa, A; diez minas, B; una cama, C. Sea A la mitad de B, es decir, que la casa valga cinco minas o sea igual a cinco minas. Supongamos también que la cama C sólo valga la décima de B. Con estos datos se ve fácilmente cuántas camas se necesitan para igualar el valor de la casa, es decir, que se necesitan cinco. Se comprende, que de esta manera habrán tenido naturalmente lugar los cambios, antes que existiese la moneda; porque importa poco que las cinco camas se cambiaran por la casa, o por cualquier otro objeto que tuviese el valor de cinco camas."
Ética a Nicómaco, libro V, capítulo V

Aristóteles diferenció entre la forma "natural" de las artes adquisitivas (oikonomiké), que se centra en los valores de uso, y la forma "antinatural", que sirve al fin del enriquecimiento ilimitado (chrematistiké). Tenía una opinión desfavorable del comercio minorista, ya que creía que el uso del dinero para obtener ganancias a través del interés era "antinatural", al obtener una ganancia del dinero en sí y no de su uso. Karl Marx criticó en los Grundrisse y Una contribución a la crítica de la economía política la visión individualista del Estado de naturaleza y la sociedad civil en la economía clásica, enfatizando en su lugar la opinión de Aristóteles en la que el hombre es por naturaleza un ser social (zoon politikón). Escribió en El Capital: “la brillantez del genio de Aristóteles se demuestra solo con esto, que descubrió, en la expresión del valor de las mercancías, una relación de igualdad”, pero carecía del "concepto de valor" del trabajo humano como "un algo igual, en la medida en que esto representa en ambos" porque "la sociedad griega se fundaba en el trabajo esclavo y por consiguiente su base natural era la desigualdad de los hombres y de sus fuerzas de trabajo". La asociación de la teoría del valor con el aristotelismo ha sido discutida, afirmándose que era más bien una teoría subjetiva o "premarginal".

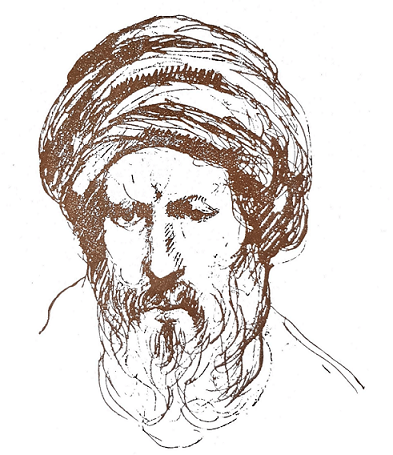
Ibn Jaldún.

La idea de que toda la riqueza es creada por el trabajo humano se remonta a la Edad Media en los sermones del lolardo John Ball. Durante la Edad Media islámica, Ibn Jaldún sentó las bases del pensamiento económico en su Muqaddimah (1377) como un precursor importante de la economía clásica y teoría económica moderna. Ibn Jaldún describió el trabajo como la fuente de valor, necesaria para todas las ganancias y la acumulación de capital. Argumentó que incluso si la ganancia "resulta de algo que no sea un oficio, el valor de la ganancia resultante y del capital adquirido debe (también) incluir el valor del trabajo por el cual se obtuvo. Sin mano de obra, no se habría adquirido". Ibn Jaldún analizó "la división del trabajo a nivel industrial concentrándose en el desarrollo de la artesanía como una forma de mejorar la producción" y destacó que el trabajo "es la fuente del valor y la medida real del valor de cambio de todas las mercancías".

"Pero lo que se obtiene mediante la cooperación de un grupo de seres humanos satisface las necesidades de un número muchas veces mayor que ellos. Por ejemplo, nadie, por sí mismo, puede obtener la parte del trigo que necesita para comer, sino cuando seis o diez personas entre ellas un herrero y un carpintero para hacer las herramientas, y otras que están a cargo de los bueyes, el arado de la tierra, la cosecha del grano maduro y todas las demás actividades agrícolas, se encargan de obtener su alimento... esa cantidad será alimento para un número de personas mucho mayor que el suyo propio. El trabajo combinado produce más que las necesidades y necesidades de los trabajadores".

R. H. Tawney remonta su origen hasta la tradición escolástica de Tomás de Aquino como responsable de asociar el precio justo con el coste de producción.

En la Edad Media, los escolásticos siguieron a Aristóteles al condenar la usura y, en parte, el comercio como medios "antinaturales" de enriquecimiento. Pero con el desarrollo del capitalismo todas las formas de enriquecimiento empezaron a parecer naturales, permisibles "por ley natural". (Ver: Homo œconomicus)

Durante la Revolución inglesa, Gerrard Winstanley declaró que “los hombres ricos reciben todo lo que tienen de la mano del trabajador, y lo que dan, lo dan del trabajo de otros hombres, no del suyo propio; por lo tanto, no son actores justos en la tierra”.
Bertrant Russell sostuvo la presencia de la TVT en el pensamiento económico de John Locke, quien formuló anteriormente una teoría de la propiedad basada en el trabajo en su Segundo tratado sobre el gobierno civil (1689) donde: "cada Hombre tiene una Propiedad en su propia Persona. Nadie tiene derecho a esto sino a sí mismo. El trabajo de su cuerpo y el trabajo de sus manos, podemos decir, son propiamente suyos". John Thelwall proclamaba que: “La propiedad no es otra cosa que el trabajo humano”. David Hume en sus Discursos políticos (1752) también afirmó que: "Todo en el mundo se compra con el trabajo".
Vernon Louis Parrington señaló a William Petty como uno de los primeros expositores de la teoría del valor trabajo como se analiza en el Tratado de impuestos (1692). En su Anatomía política de Irlanda (1667) afirmó que “la comida diaria de un hombre adulto, en un nivel medio, y no el trabajo diario, es la medida común del valor”. Petty continuó el debate iniciado por Aristóteles sobre el valor y optó por desarrollar una teoría del valor basada en insumos: "todas las cosas deben ser valoradas por dos denominaciones naturales, que es la tierra y el trabajo".  Ambos serían fuentes principales de ingresos imponibles. Sus escritos tuvieron una gran influencia en economistas posteriores como el Richard Cantillon, Adam Smith, Jean-Baptiste Say e incluso Marx y Keynes.
Los fisiócratas veían como única fuente del valor la tierra, donde sale el excedente agrícola. Por ello, según François Quesnay la clase productiva son los trabajadores agrícolas, mientras que los terratenientes son la classe propriétaire. Richard Cantillon trató de idear alguna ecuación o par entre la "madre y el padre" de la producción, la tierra y el trabajo, y expresar el valor en consecuencia. Cantillon escribió en su Ensayo sobre la naturaleza del comercio en general (1755) que "La Tierra es la Fuente o Materia de donde se produce toda la Riqueza. El Trabajo del hombre es la Forma que lo produce: y la Riqueza misma no es nada Mantenimiento, Conveniencia y Superfluidad de la Vida". Marx llamó a los fisiócratas “los verdaderos padres de la economía política moderna” al posicionar el origen de la ganancia en la producción en lugar de la circulación o intercambio.
Benjamín Franklin declaró en Una modesta investigación sobre la naturaleza y la necesidad del papel moneda (1729-1731) como necesario buscar otra medida de valor que los metales preciosos, y que esta medida es trabajo.

"Por el trabajo puede medirse el valor de la plata, así como otras cosas. Supongamos que un hombre está empleado para cultivar maíz, mientras que otro está excavando y refinando plata; al final del año, o en cualquier otro período de tiempo, el producto de maíz y el de plata son el precio natural el uno del otro; y si uno son veinte fanegas y el otro veinte onzas, entonces una onza de esa plata vale el trabajo de levantar una fanega de ese maíz. Ahora bien, si por el descubrimiento de algunas minas más cercanas, más fáciles o abundantes, un hombre puede obtener cuarenta onzas de plata tan fácilmente como antes obtenía veinte, y todavía se requiere el mismo trabajo para cultivar veinte fanegas de maíz, entonces dos onzas de plata serán no vale más que el mismo trabajo de cultivar una fanega de maíz, y esa fanega de maíz será tan barata a dos onzas como antes a una, caeteris paribus [en igualdad de condiciones]. Así, las riquezas de un país deben valorarse por la cantidad de trabajo que sus habitantes pueden comprar”.

Críticos de la época como John Cazenove escribió en 1812: “Que el trabajo es la única fuente de riqueza parece ser una doctrina tan peligrosa como falsa, ya que desgraciadamente ofrece un asidero a quienes representarían toda la propiedad como perteneciente a las clases trabajadoras, y la parte que reciben los demás como un robo o fraude a las mismas”.

### Economía clásica

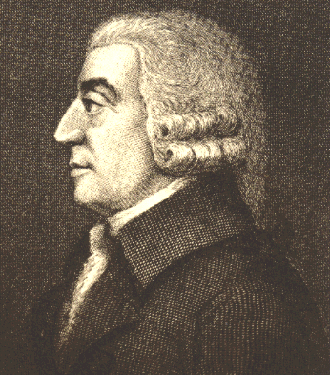
Adam Smith.

En La riqueza de las naciones, Adam Smith entendía que el trabajo era la calidad de medida exacta para cuantificar el valor del bien producido. Para él, el valor era la cantidad de trabajo que uno podía recibir a cambio de su mercancía.

Todo trato es: dame esto que deseo y obtendrás esto otro que deseas tú; y de esta manera conseguimos mutuamente la mayor parte de los bienes que necesitamos. No es la benevolencia del carnicero, el cervecero, o el panadero lo que nos procura nuestra cena, sino el cuidado que ponen ellos en su propio beneficio.

Los bienes económicos podían aumentar de valor en el mercado, pero lo que siempre permanece invariable es el trabajo, o sea el desgaste de energías física e intelectual del trabajador para producirlos, siendo entonces el trabajo el patrón definitivo e invariable del valor. Se trata de la teoría del valor comandado o adquirido. Esto nos quiere decir que todo bien producido necesariamente contiene trabajo, este trabajo es la fuerza de los hombres que han interactuado en el proceso de producción de dicho bien, o sea que en todo bien se vende la fuerza de trabajo (de cada hombre que interactuó en el proceso de producción). 
Tampoco no significa que a nivel individual un bien valga más por tener más trabajo en él. Aunque no era el factor determinante de los precios, estos oscilaban hacia su precio de producción gracias al juego de la oferta y la demanda. Por ejemplo:

El ganado procedente de los páramos incultos se vende en el mercado, en proporción a su peso o calidad, al mismo precio que el criado en las tierras más mejoradas.

Adam Smith se refiere a la cantidad de trabajo “como una noción abstracta, que aun siendo bastante inteligible, no es tan natural y obvia”. La teoría del valor trabajo, tal como la presentó Adam Smith, no requería la cuantificación del trabajo pasado, ni se ocupaba del trabajo necesario para crear las herramientas (capital) que podrían usarse para producir una mercancía. Para Smith, el valor solo corresponde a su trabajo o "precio natural" en el "estado rudo y primitivo de la sociedad" previo a la división del trabajo, acumulación de capital y apropiación de la tierra. Este "valor" está sujeto a la oferta y la demanda en la sociedad moderna por un momento determinado. 
La teoría del valor de Smith era muy similar a las teorías de la utilidad posteriores en que Smith proclamó que una mercancía valía cualquier trabajo que exigiría en otros (valor en el comercio) o cualquier trabajo que "útil" a uno mismo (valor en uso), o ambas cosas. De hecho, la primera obra de Smith, Teoría de los sentimientos morales, elabora el papel de las estimaciones individuales en la determinación de los valores estéticos y morales. La teoría del precio de Smith no tiene ninguna relación con el trabajo pasado gastado en producir una mercancía. Habla solamente del trabajo que puede ser "dado" o "rescatado" en el presente. Si un látigo de hule no sirve para nada, entonces el artículo no tiene valor económico en el comercio o en el uso, independientemente de todo el trabajo invertido en su creación.
Sin embargo, Adam Smith no logra explicar correctamente, según la teoría del valor-trabajo, los conceptos de beneficio y renta; además, la venta de la fuerza de trabajo no tiene un comprador común (no se tiene en cuenta la competencia) por lo que se torna insostenible dicha teoría. Esto lo lleva a desarrollar una segunda: Teoría de los costes de producción. Jeffrey Young sugiere que el abandono de Smith de la teoría del valor por el costo de producción está ligada a su teoría de la justicia, donde un "espectador imparcial" en el estado primitivo, "cuando ésta [la tierra] era común costaban al trabajador sólo la molestia de recogerlos" simpatizaba solo con las molestias del trabajo, pero en la sociedad moderna considera factores adicionales como el riesgo y la posesión.

Al intercambiar la manufactura completa sea por dinero, trabajo, u otros bienes, en una cantidad superior a lo que costaron los materiales y los salarios de los trabajadores, algo debe quedar como beneficio del empresario que arriesga en esta aventura su capital.

La teoría del valor de Smith fue una critica a los terratenientes cuyo trabajo es improductivo y su beneficio parasitario por la renta que el empresario y el trabajador "deberá entregar al terrateniente una parte de lo que su trabajo recoge o produce". Smith también reconoció la desaventajada posición de los  trabajadores frente al poder desigual que los empleadores tienen en la negociación.
"[A]unque el interés del trabajador está íntimamente vinculado al de la sociedad, él es incapaz de comprender ese interés o de percibir su conexión con el suyo propio. Su condición no le deja tiempo para adquirir la información necesaria, y su educación y costumbres lo vuelven por lo general incapaz de juzgar incluso si estuviese plenamente informado. En las deliberaciones públicas, por lo tanto, su voz es poco escuchada y menos atendida".
Los problemas que le surgieron a su teoría original en la que el valor de las mercancías estaba dado por la cantidad de trabajo incorporado en ellas son:
1. En el mercado no se puede saber cuánto trabajo incorporado tiene una mercancía.
2. Si el trabajo es la fuente de valor de las mercancías, el que cristalice el valor, el obrero debería ser el que se vea beneficiado de éste.

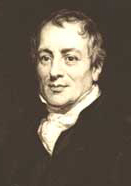
David Ricardo.

Posteriormente, David Ricardo desarrolló una teoría del valor-trabajo explicada en su obra Principios de economía política y tributación (1817). 
Continuando los razonamientos de Smith, adopta la primera de sus dos teorías del valor y trata de explicar cómo funciona el beneficio en la sociedad capitalista. El primer paso fue comprender las leyes del valor.

Poseyendo utilidad, las cosas derivan su valor en cambio de dos causas: de su escasez y de la cantidad de trabajo necesaria para obtenerla. [...] Así, pues, al hablar de las cosas, de su valor en cambio y de las leyes que regulan y especias respectivos, nos referimos siempre a aquellas cuya cantidad puede ser aumentada por el esfuerzo de la industria humana y en cuya producción la competencia actúa sin restricciones.
Principios de economía política y tributación (1817) David Ricardo

Criticó además la definición dada sobre el patrón invariable trabajo. Ricardo explica que el valor del trabajo también varía, oponiéndose a Smith, quien sostenía que las mercancías varían su valor pero no el trabajo para producirlas. Expuso la idea de que lo único que puede servir de norma para el intercambio de bienes es la cantidad de distintas clases de trabajo que se necesitan para producirlos.
Las únicas cualidades necesarias para que una medida de valor sea perfecta son que ella misma tenga valor y que ese valor sea invariable, de la misma manera que en una medida de longitud perfecta la medida debe tener longitud y esa longitud no debe estar sujeta a aumentar ni disminuir; o en una medida de peso debe tener peso y que dicho peso sea constante.
Thomas Malthus criticó que "el valor de cambio de las mercancías no es exactamente proporcional al trabajo que se ha empleado en ellas", cosa que Ricardo admitió al no poder vincular el sistema de precios a los costos de la mano de obra. Sin embargo, Ricardo no conocía "otro criterio para juzgar si una cosa es cara o barata, que los sacrificios de trabajo realizados para obtenerla” y consideró el trabajo como "la aproximación más cercana a una medida perfecta". 
Hay que confesar, pues, que no existe en la naturaleza una medida perfecta del valor, y que todo lo que le queda al economista político es admitir que la gran causa de la variación de las mercancías es la mayor o menor cantidad de trabajo que puede ser necesaria para producirlas, pero que hay también otra causa, aunque mucho menos poderosa, de su variación, que surge de las diferentes proporciones en que las mercancías terminadas pueden distribuirse entre el patrón y el trabajador como consecuencia de la condición mejorada o deteriorada del trabajador o de la mayor dificultad o facilidad de producir los artículos necesarios esenciales para su subsistencia.
Malthus sugirió el valor del salario de una jornada laboral, cualquiera que sea, como "una medida perfecta de valor". Así, aunque la gran causa de la variación del valor de las mercancías es la  cantidad de trabajo para producirlas", Ricardo sugirió que otra causa eran "las utilidades acumuladas como capital, y es únicamente una justa compensación para el tiempo durante el cual fueron retenidas las utilidades". George Stigler argumentó que la teoría de Ricardo sostenía una interpretación empírica en vez de analítica del valor-trabajo.
Sin embargo, el lector observará que esta causa de los bienes produce efectos relativamente leves. [...] Los mayores efectos que podrían producirse: sobre los precios relativos de dichos bienes a consecuencia de salarios, no podrían exceder del 6 al 7%, porque las utilidades no podrían, en ninguna otra circunstancia, descender en forma general y permanente por debajo de dicha proporción.
Ricardo encontró que según su teoría la ganancia es una sustracción del producto del trabajo. "Pero, dada la existencia de la ganancia, y aceptando la existencia de capitales de diferente duración o tiempo de rotación, Ricardo antes que nada procedió a demostrar que el resultado es una relación de cambio (precios) que no obedece mínimamente a las exigencias de la teoría del valor del trabajo. En otras palabras, tal teoría del valor del trabajo constituye el punto de partida de una cadena de razonamientos que lleva a conclusiones en desacuerdo con la teoría misma".
La teoría de Ricardo fue una predecesora de la teoría moderna de que los precios de equilibrio están determinados únicamente por los costos de producción asociados con el neo-ricardianismo.
Basándose en la discrepancia entre los salarios del trabajo y el valor del producto, los "socialistas ricardianos" —Charles Hall, Thomas Hodgskin, John Gray, John Francis Bray, y Percy Ravenstone— aplicaron la teoría de Ricardo para desarrollar teorías de la explotación. Hodgskin consideraba que la teoría ricardiana del valor-trabajo tendría lugar en una economía estricta de libre mercado que hubiese provocado la desaparición del capitalismo.

### Anarquismo
El mutualismo de Pierre Joseph Proudhon y los anarquistas individualistas estadounidenses como Josiah Warren, Lysander Spooner y Benjamin Tucker adoptaron la teoría del valor trabajo de la economía clásica y la utilizaron para criticar el capitalismo mientras favorecían un sistema de mercado no capitalista.

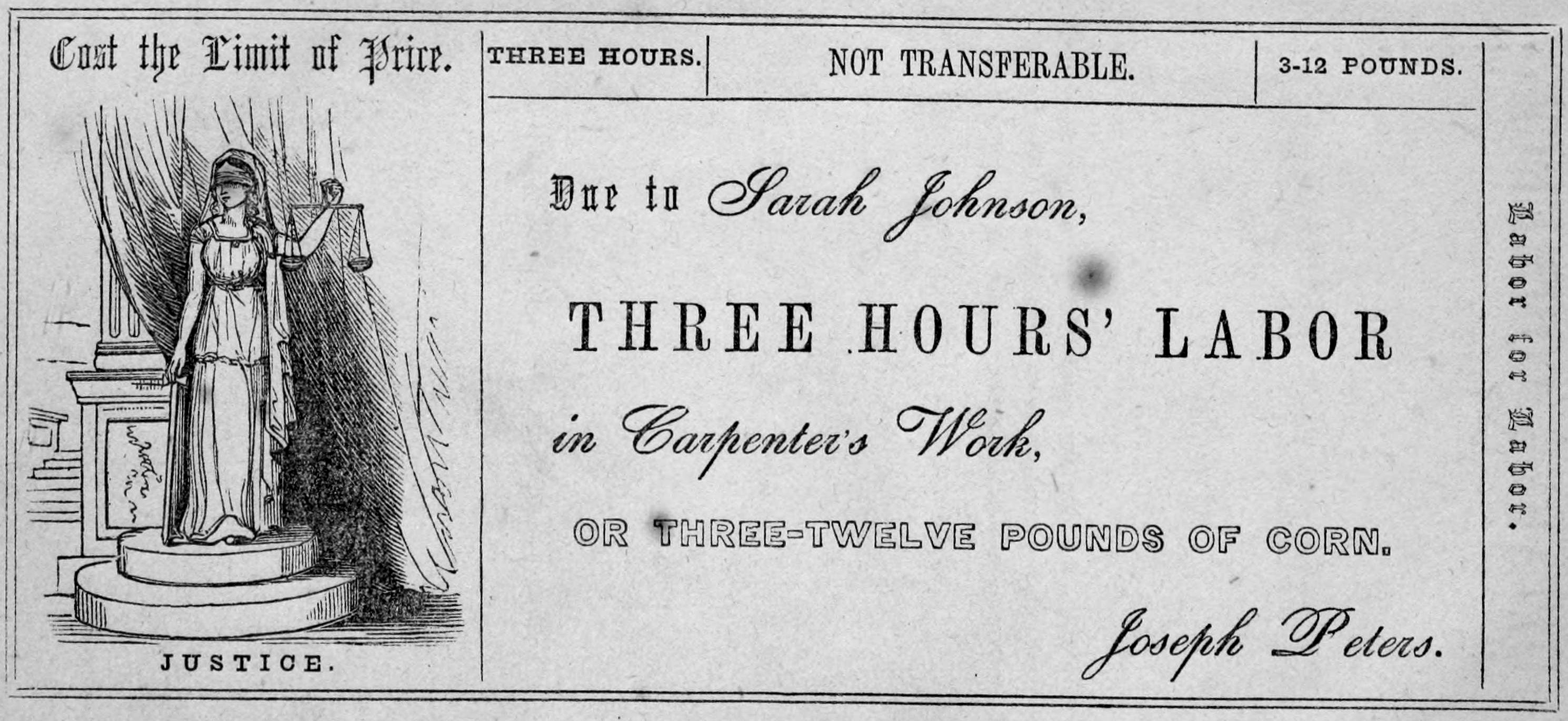
Vale de trabajo del Cincinnati Time Store. Escaneado del Equitable Commerce (1846) por Josiah Warren.

Warren es ampliamente considerado como el primer anarquista estadounidense, a y el semanario de cuatro páginas que editó durante 1833, The Peaceful Revolutionist, fue el primer periódico anarquista publicado. El costo como límite del precio fue una máxima acuñada por Warren, que indica una versión (prescriptiva) de la teoría del valor trabajo. Warren sostenía que la compensación justa por el trabajo (o por su producto) sólo podía ser una cantidad equivalente de trabajo (o un producto que incluyera una cantidad equivalente). Por lo tanto, las ganancias, la renta y los intereses se consideraban acuerdos económicos injustos. De acuerdo con la tradición de La riqueza de las naciones de Adam Smith, el "costo" del trabajo se considera el costo subjetivo; es decir, la cantidad de sufrimiento involucrado en ello. Puso sus teorías a prueba estableciendo una "tienda de trabajo por trabajo" experimental llamada Cincinnati Time Store en la esquina de las calles 5th y Elm en lo que ahora es el centro de Cincinnati, donde el comercio se facilitaba mediante billetes respaldados por una promesa. para realizar labores. "Todos los productos puestos a la venta en la tienda de Warren se ofrecieron al mismo precio que el propio comerciante había pagado por ellos, más un pequeño recargo, de entre el 4 y el 7 por ciento, para cubrir los gastos generales de la tienda" (ver: Vale de trabajo). La tienda permaneció abierta durante tres años; Después de su cierre, Warren podría intentar establecer colonias basadas en el mutualismo. Entre ellos se encontraban "Utopía" y "Tiempos modernos". Warren dijo que The Science of Society de Stephen Pearl Andrews, publicado en 1852, era la exposición más lúcida y completa de las propias teorías de Warren.

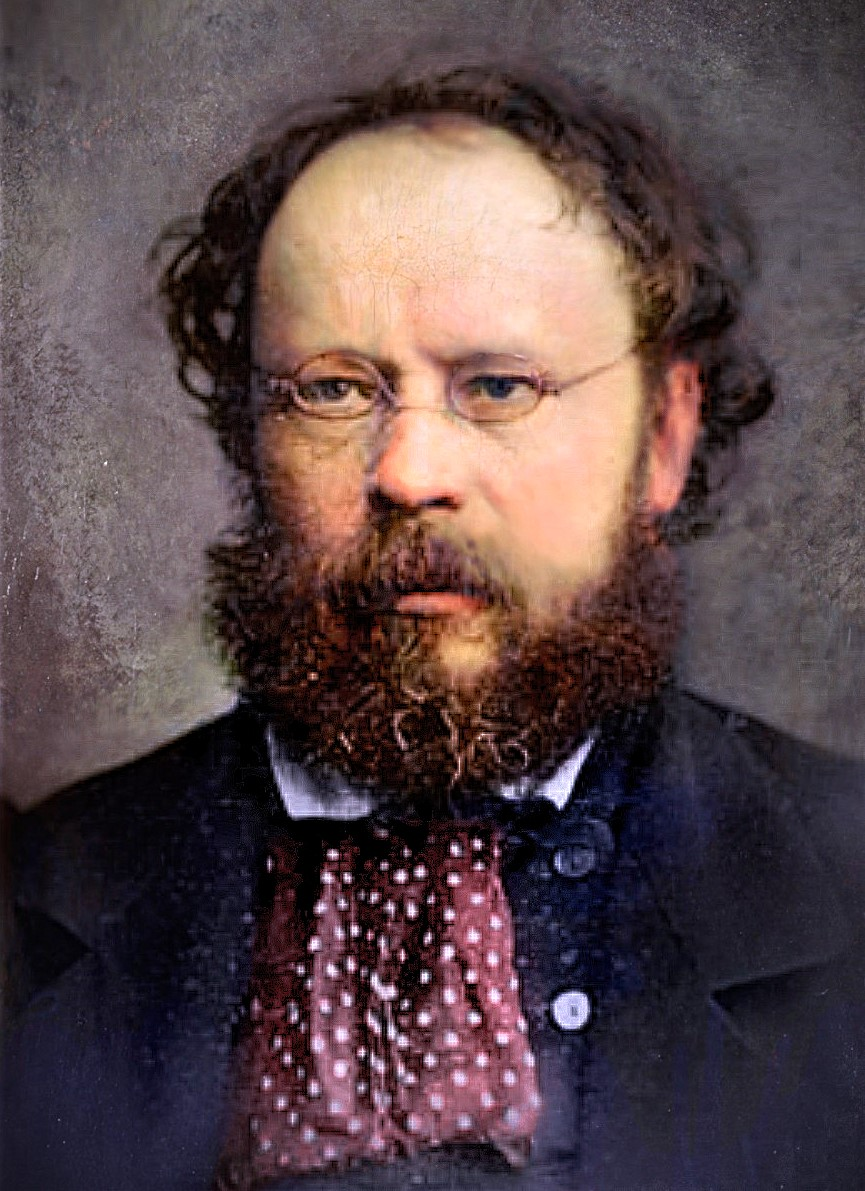
Pierre-Joseph Proudhon.

El mutualismo es una teoría económica y una escuela de pensamiento anarquista que se basa en una teoría del valor trabajo que sostiene que cuando se vende trabajo o su producto, a cambio, debe recibir bienes o servicios que incorporen "la cantidad de trabajo necesaria para producir un artículo de utilidad exactamente similar e igual".
El mutualismo se originó de las obras del filósofo Pierre-Joseph Proudhon. El problema del sistema capitalista, para Proudhon, era la violación de la proporcionalidad. En Filosofía de la miseria, describe que "el progreso de la sociedad" consiste en "resolver incesantemente el problema de la constitución de los valores, o sea de la proporcionalidad y solidaridad de los productos". En el mutualismo proudhoniano, fundado en la reciprocidad, "el tiempo empleado en la elaboración de todo producto", valor constituido, "da la medida de su valor y es la base para el intercambio". Así, "al capital se le priva de su poder usuario y se ata completamente al esfuerzo de su trabajo". Por tanto, la apropiación del trabajo  desaparecería y los trabajadores serían remunerados según su aporte.
El mutualismo aboga por una sociedad en la que cada persona pueda poseer un medio de producción, ya sea individual o colectivamente, y el comercio represente cantidades equivalentes de trabajo en el libre mercado. Una parte integral del plan fue el establecimiento de un banco de crédito mutuo que prestaría a los productores a una tasa de interés mínima, lo suficientemente alta como para cubrir la administración. El mutualista Kevin Carson en Studies in Mutualist Political Economy intentó de integrar las críticas marginalistas en la teoría del valor-trabajo.
El anarquismo colectivista defendido por Mijaíl Bakunin defendió una forma de teoría del valor trabajo cuando defendía un sistema donde "todos los elementos necesarios para la producción son propiedad común de los grupos laborales y las comunas libres... basado en la distribución de bienes de acuerdo con la mano de obra aportada".

### Economía marxista

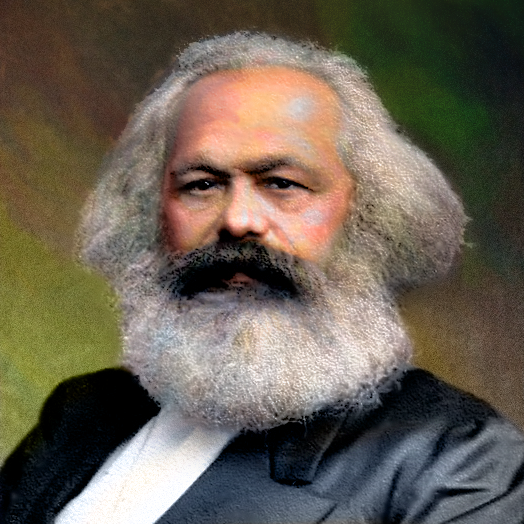
Karl Marx.

Contrariamente a la creencia popular, Karl Marx nunca usó el término "teoría del valor-trabajo" en ninguna de sus obras, sino que usó el término "ley del valor" (Wertgesetz). Aunque a menudo se equipara ambos términos, esto es, en sentido estricto, la ley del valor es el principio regulador del intercambio económico mientras que la teoría del valor-trabajo tiene como objetivo explicar cómo funciona esa determinación en la producción e intercambio de mercancías. Algunos economistas sostiene que Marx no tenía propiamente una teoría del valor, sino que perfeccionó una teoría ya existente pero que nunca antes se había presentado de manera coherente.

La base, el punto de partida de la fisiología del sistema burgués —para la comprensión de su sistema orgánico interno la coherencia y el proceso de la vida— es la determinación del valor por el tiempo de trabajo.
Teorías sobre la plusvalía (c. 1862/3), Karl Marx

En Marx la teoría del valor-trabajo es "una teoría sociológica del trabajo abstracto", ya que la categoría valor "posee un carácter social e histórico". El punto de vista marxiano del valor es macroeconómico.

[I]ncluso si en mi libro [El capital] no hubiera ningún capítulo acerca del «valor», el análisis de las condiciones reales que yo hago contendría la prueba y la demostración de relaciones reales de valor.
Marx: Carta a Ludwig Kugelmann; 11 de julio de 1868

Smith vio el valor de un producto en relación con el trabajo del comprador o consumidor, en oposición a Marx, quien vio que el valor de un producto es proporcional al trabajo del trabajador o productor. Y al valorar las cosas les ponemos precio basándonos en la cantidad de trabajo que podemos evitar u ordenar, y podemos ordenar mano de obra no solo de una manera simple sino también intercambiando cosas para obtener una ganancia.
La definición de valor y su forma se encuentra en su obra El Capital, la cual es la base fundamental para entender el modo de producción capitalista. El valor en Marx es pues "una relación entre personas, una relación social, pero bajo el capitalismo aparece en una "forma fantástica" como una relación entre cosas" (véase Fetichismo de la mercancía).

De hecho es la ley del valor, tal como se impone no con relación a las mercancías o artículos en particular, sino a los productos globales originados en cada una de las esferas sociales particulares de la producción, autonomizadas en virtud de la división del trabajo, de modo que no sólo se emplea únicamente el tiempo de trabajo necesario para cada mercancía, sino que sólo se emplea la cantidad proporcional necesaria del tiempo de trabajo social global en los diversos grupos.
El capital, tomo III, Sección sexta, Capítulo 37 (1894), Karl Marx

Marx «definía» el valor como la cantidad de trabajo directa (trabajo vivo) e indirectamente (trabajo muerto materializado en los medios de producción) consumida en la producción de la mercancía, pero se opuso a "atribuir un poder creativo sobrenatural al trabajo". Al igual que los fisiócratas, Marx vio la naturaleza como la fuente de la riqueza. El trabajo no es valor sino lo que produce valor a través de ella exclusivamente por la organización social en el cual es empleado.   

La naturaleza es la fuente de los valores de uso (¡que son los que verdaderamente integran la riqueza material!), ni más ni menos que el trabajo, que no es más que la manifestación de una fuerza natural, de la fuerza de trabajo del hombre.
Crítica del Programa de Gotha (1875) K. Marx

En su producción, el hombre sólo puede proceder como la naturaleza misma, vale decir, cambiando, simplemente, la forma de los materiales. Y es más: incluso en ese trabajo de transformación se ve constantemente apoyado por fuerzas naturales. El trabajo, por tanto, no es la fuente única de los valores de uso que produce, de la riqueza material. El trabajo es el padre de ésta, como dice William Petty, y la tierra, su madre.
El capital, tomo I (1867), Karl Marx

Una característica intrínseca del trabajo es producir, crear y transformar. La naturaleza "no construye máquinas, ni locomotoras, ferrocarriles, telégrafos eléctricos, hiladoras automáticas, etc. Son estos, productos de la industria humana”. Como consecuencia, tanto trabajo generalizado en una mercancía puede ser comparado con tanto trabajo generalizado en otra. El trabajo es la fuente de todo valor de cambio.  

En contradicción directa con la objetividad sensorialmente grosera del cuerpo de las mercancías, ni un solo átomo de sustancia natural forma parte de su objetividad en cuanto valores. De ahí que por más que se dé vuelta y se manipule una mercancía cualquiera, resultará inasequible en cuanto cosa que es valor. Si recordamos, empero, que las mercancías sólo poseen objetividad como valores en la medida en que son expresiones de la misma unidad social, del trabajo humano; que su objetividad en cuanto valores, por tanto, es de naturaleza puramente social, se comprenderá de suyo, asimismo, que dicha objetividad como valores sólo puede ponerse de manifiesto en la relación social entre diversas mercancías.
El capital, tomo I (1872), Karl Marx

Ahora bien, el valor de las mercancías se mide por el número total de horas de trabajo indiferenciadas y socialmente necesarias empleadas en ellas. Ello se debe al estadio histórico alcanzado de desarrollo económico en los diversos Estados, de las fuerzas productivas y de las relaciones sociales de producción de un determinado modo de producción (en este caso, el capitalista). Además, dado los avances tecnológicos en la producción capitalista, "el valor de las mercancías no está determinado por el tiempo de trabajo originalmente gastados en su producción, sino por el tiempo de trabajo empleado en su reproducción, y ésta disminuye continuamente debido al desarrollo de la productividad social del trabajo".
El carácter socialmente necesario es una de las diferencias radicales introducidas por Marx con respecto a sus predecesores, los cuales no concebían o no introducían el mercado y la competencia dentro de sus respectivas teorías del valor de las mercancías. Marx sí tenía presente el mercado y la competencia en su teoría del valor de las mercancías, como dejó constancia en una de sus obras principales escrita contra Proudhon:  

Es importante insistir aquí en que el valor no es determinado por el tiempo en que una cosa ha sido producida, sino por el mínimo de tiempo en que puede ser producida, y este mínimo es establecido por la competencia. Supongamos por un momento que haya desaparecido la competencia y que, por consiguiente, no exista medio de establecer el mínimo de trabajo necesario para la producción de una mercancía. ¿Que ocurrirá? Bastará invertir en la producción de un objeto seis horas de trabajo para tener derecho, según el señor Proudhon, a exigir a cambio seis veces más que quien no haya empleado más de una hora en la producción del mismo objeto.
Miseria de la filosofía (1846), Karl Marx

#### Valor de las mercancías y trabajo
Una mercancía es un objeto o servicio por cuyas características satisface necesidades, ya sean reales o imaginarias. La mercancía es el producto que solo existe en las sociedades mercantiles, y en el capitalismo, por ser la economía mercantil más compleja y desarrollada, la producción se presenta la mercancía como su "forma celular". Las sociedades mercantiles tienen como principal característica la producción no para la satisfacción propia sino para el intercambio. Al igual que los fisiócratas, Marx insistía en que el proceso productivo es un "proceso circular", es decir, las mercancías se producían por medio de mercancías. Las características de la mercancía son el valor de uso y el valor de cambio:
- Valor de uso: es la capacidad de un objeto o servicio de satisfacer alguna necesidad. Porque cuando un objeto es útil (funcional), puede satisfacer la necesidad de alguna persona. Marx sostenía que los valores de uso producidos en el capitalismo eran valores concretos, pues responden a cualidades físicas sensibles de las mercancías, por ejemplo, las propiedades nutritivas del trigo.

- Valor de cambio: es la expresión "x" cantidad de la mercancía A igual a "y" cantidad de la mercancía B. Aquí las mercancías en vez de ser un valor concreto e individual, pasan a ser un valor abstracto y social. Esto significa que algo hace equivalentes a dos cantidades de diferentes mercancías.

Marx en su análisis del valor de uso y el valor de cambio en El capital se basó en la Lógica del filósofo alemán Hegel, "particularmente la categoría de medida". Como explica Rolando Astarita:

[E]n Hegel la medida alude a una proporción, que a su vez nos llevará a la razón o ley que la gobierna. Marx toma esta idea cuando parte de los valores de cambio, esto es, de lo que aparece a primera vista al examinar el mercado. [...] Pero a poco que se examine, se encontrará que determinadas relaciones se mantienen [...] esto significa que hay proporción, medida, no es una relación arbitraria. Por lo tanto, hay que preguntarse por la ley que gobierna esta proporción, lo que lleva a pasar de la superficie a lo que está por debajo.

El valor de uso y el valor de cambio se deben al carácter bifacético (dual) del trabajo. El trabajo es útil porque transforma materias primas y las convierte en cosas útiles, por ejemplo, como convierte el hombre una semilla en un cítrico, o el mineral de hierro en utensilios y herramientas. El trabajo abstracto es el gasto de trabajo humano indiferenciado. Es la propiedad que queda si se separa el valor de uso de las mercancías y hace que las mercancías sean comparables entre sí. El trabajo abstracto se vincula orgánicamente con el valor como gasto de trabajo humano en general.
Las cualidades individuales de una mercancía no es lo que permite su igual intercambio. Lo que las hace comparables, conmensurables, medibles es la "sustancia del valor". Es este trabajo abstracto social la "sustancia del valor" de todas las mercancías y su medición la "magnitud del valor". La sustancia del valor es el "trabajo socialmente necesario" para producir cierta cantidad de una mercancía con las condiciones medias de trabajo.   

Podría parecer que si el valor de una mercancía se determina por la cantidad de trabajo gastada en su producción, cuanto más perezoso o torpe fuera un hombre tanto más valiosa sería su mercancía, porque aquél necesitaría tanto más tiempo para fabricarla. Sin embargo, el trabajo que genera la sustancia de los valores es trabajo humano indiferenciado, gasto de la misma fuerza humana de trabajo.
El capital, tomo I (1867), Karl Marx

La magnitud del valor es la magnitud de la sustancia del valor, que es el tiempo de trabajo invertido en la mercancía, por ejemplo: si "x" cantidad de hierro es igual a "n" cantidad de pan, es porque, el tiempo necesario para producir "n" cantidad de pan y "x" cantidad de hierro son proporcionalmente equivalentes. Esta propiedad común puede calcularse sobre la según el "tiempo de trabajo socialmente necesario", que es aquel que se realiza bajo la fuerza productiva del trabajo y la intensidad del trabajo promedio.  

Como los valores de cambio de las mercancías no son más que funciones sociales de las mismas y no tienen nada que ver con sus propiedades naturales, lo primero que tenemos que preguntarnos es esto: ¿cuál es la sustancia social común a todas las mercancías? Es el trabajo. Para producir una mercancía hay que invertir en ella o incorporar a ella una determinada cantidad de trabajo. Y no simplemente trabajo, sino trabajo social. [...] Pero, para producir una mercancía, no sólo tiene que crear un artículo que satisfaga alguna necesidad social, sino que su mismo trabajo ha de representar una parte integrante de la suma global de trabajo invertido por la sociedad. Ha de hallarse supeditado a la división del trabajo dentro de la sociedad. No es nada sin los demás sectores del trabajo, y, a su vez, tiene que integrarlos.
Salario, precio y ganancia (1865), Karl Marx

La fuerza productiva del trabajo depende de varios factores: la destreza del obrero, el desarrollo de la ciencia y sus aplicaciones tecnológicas, las condiciones naturales, etc. Por lo tanto, los valores varían según las sociedades pues dependen del desarrollo tecnológico, el desarrollo de la división del trabajo, entre otras cosas, todas determinadas por factores objetivos externos, como el clima, la posición geográfica, el acceso a los recursos, etcétera. 
Si 1 levita equivale a 20 lienzos de tela; dicho fenómenos puede medirse en tiempo de trabajo para observar la equivalencia; de tal suerte que si un lienzo requiere 5 horas de trabajo, entonces, 1 levita equivale a 100 horas de trabajo de lienzo. Por otra parte si la levita requiere de 30 horas de trabajo del sastre, eso comprueba que 30 horas del trabajo del sastre equivalen a 100 horas de trabajo del lienzo; por tanto, se trata de una equivalencia directamente proporcional; expresada como:
- 30 K = 100.
- k = 100 / 30-
- k = 3.3333

Las mercancías como valores de cambio son "meramente expresiones cuantitativamente diferentes del trabajo social”, y se relacionan de todas ellas mediante ese trabajo social. Entonces, en el intercambio, los productores están igualando, inconscientemente, diferentes tipos de trabajos. Eso implica, que en determinado momento, la sociedad valora el trabajo del sastre para fabricar una levita como un trabajo complejo, mientras que el trabajo del hilador del lienzo, lo considera como un trabajo simple; una hora de trabajo del sastre es 3.3333 veces más que una hora del trabajo del hilador.
Marx también explica que "una cosa puede ser valor de uso y no ser valor", como "el aire, la tierra virgen, las praderas y bosques naturales", cuya utilidad no se mide en trabajo pero puede ser vendido (véase Renta diferencial y renta absoluta). A su vez algo puede tener trabajo y no tener valor por ser inútil; y algo "puede ser útil, y además producto del trabajo humano, y no ser mercancía" si es para autoconsumo o nadie la quiere.

Si nuestro individuo produce una cosa que no tenga ningún valor de uso para otros, toda su energía no conseguirá producir ni un átomo de valor; y si se empeña en fabricar con la mano un objeto producido veinte veces más barato por una máquina, entonces diecinueve vigésimos de la energía que ha puesto en ello no producen ni una determinada cantidad de valor ni valor en absoluto.
F. Engels (1878), Anti-Dühring, Sección segunda, ECONOMIA POLITICA. V. Teoría del valor

La teoría de Marx difiere de la teoría propuesta por Ricardo, pues conecta la teoría del valor-trabajo con la teoría monetaria. En Marx, el dinero surge de forma endógena al mercado: "el producto de los individuos sólo se manifiestan como productos del trabajo general tomando la forma de dinero". En el dinero "la cuota de tiempo de trabajo que ella representa es al mismo tiempo medida y colocada en su forma intercambiable universal, correspondiente al concepto”.

El trabajo humano abstracto que descubrió Marx no es, en su forma más desarrollada, sino el dinero.
Rosa Luxemburgo (1899), Reforma o revolución

Se diferencian el valor de los precios, que no son equivalentes. Los valores “se hallan detrás de los precios de producción y, en última instancia, los determinan”, pero estos dos "no coinciden nunca, o sólo ocasionalmente y como excepción", ya que el precio "está determinado por la relación entre la oferta y la demanda". Sin embargo, cuando "la oferta y la demanda se equilibran (equilibrio económico) y dejan, por tanto, de actuar, el precio de una mercancía en el mercado coincide con su valor real (precio natural)".

Basta decir que si la oferta y la demanda se equilibran, los precios de mercado de las mercancías se corresponderán con sus precios naturales, es decir, con sus valores determinados por las respectivas cantidades de trabajo necesarias para su producción.
Karl Marx (1865) Salario, precio y ganancia

#### Fuerza de trabajo y plusvalor

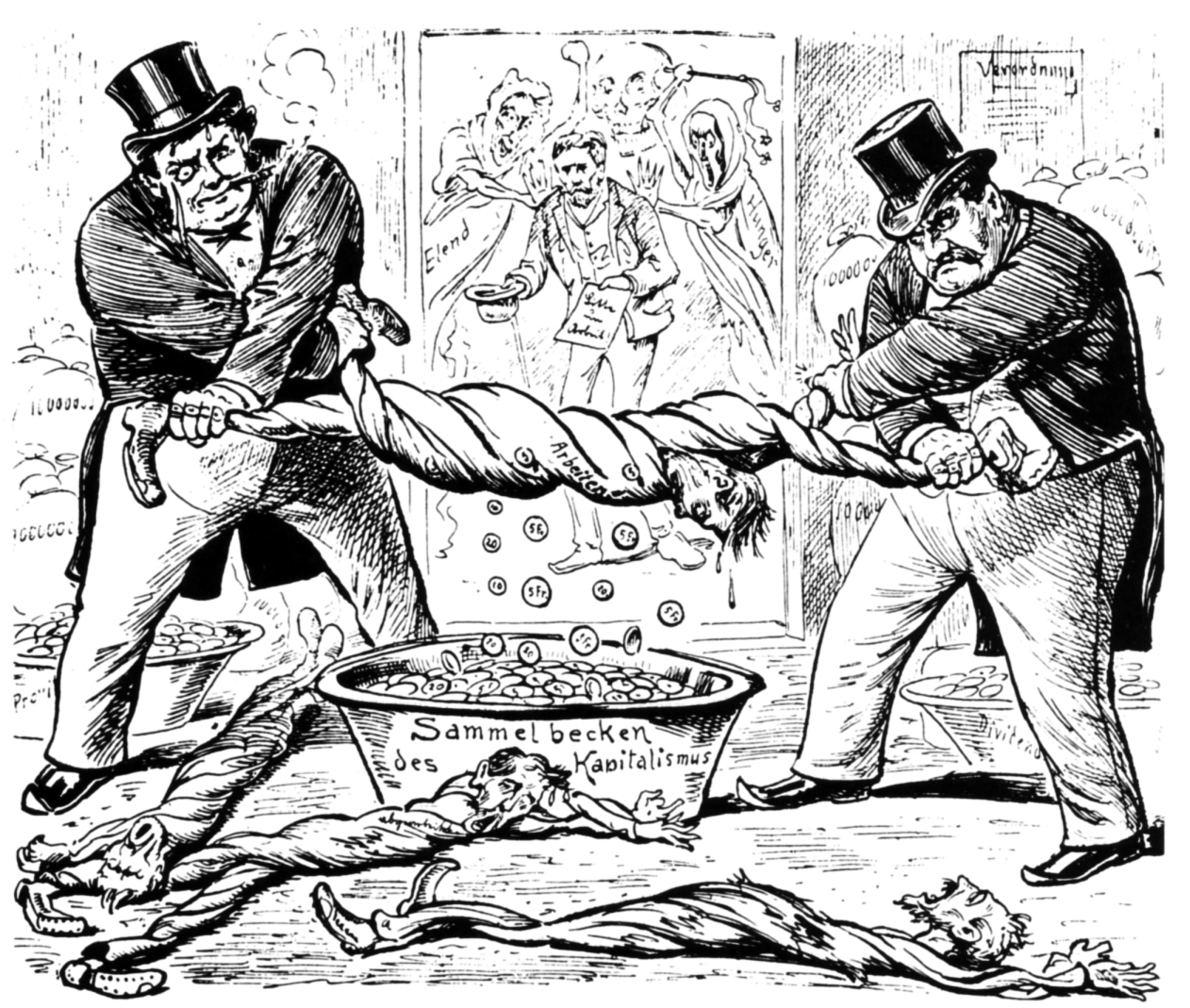
Caricatura "La relación entre los trabajadores" de dos empresarios exprimiendo a trabajadores. Su dinero cae en una bañera con la inscripción "cuenca colectora del capitalismo". Al fondo hay un hombre desempleado atrapado por los espectros de la "miseria" y el "hambre". «Neue Postillon» Zúrich, Suiza (1896).

El modo de producción capitalista surgió con posteridad a otros modos de producción que ya habían desarrollado la fuerza productiva del trabajo. La fuerza de trabajo es la capacidad de realizar alguna actividad laboral ya sea física o intelectual. Por ser la capacidad de trabajar, es una mercancía especial que solo pueden desempeñar los seres humanos. Marx diferenció entre el capital constante, la masa de capital invertida en medios de producción y materias primas; y el capital variable, el capital incurrido en los salarios para la contratación de fuerza de trabajo.
Adam Smith vio una falla en su aplicación de la TvT al capitalismo contemporáneo. Señaló que si el "trabajo incorporado" en un producto era igual al "trabajo ordenado" (es decir, la cantidad de trabajo que se podía comprar vendiéndolo), entonces la ganancia era imposible. David Ricardo (secundado por Marx) respondió a esta paradoja argumentando que Smith había confundido el trabajo con el salario. El "trabajo mandado", argumentó, siempre sería más que el trabajo necesario para sostenerse a sí mismo (los salarios). El valor del trabajo, desde este punto de vista, abarcaba no sólo el valor de los salarios (lo que Marx llamaba el valor de la fuerza de trabajo), sino el valor de todo el producto creado por el trabajo.

Marx investigó de un modo minucioso por vez primera la propiedad que tiene el trabajo de crear valor, y descubrió que no todo trabajo aparentemente y aun realmente necesario para la producción de una mercancía añade a ésta en todo caso un volumen de valor equivalente a la cantidad de trabajo consumido.
Trabajo asalariado y capital, Introducción de Federico Engels a la edición de 1891

Al igual que el valor de cualquier mercancía, el valor de la fuerza de trabajo es el tiempo de trabajo socialmente necesario para su producción o, más bien, reproducción. Este se encuentra determinado por el valor de las mercancías que consume el trabajador, las mercancías que constituyen las necesidades promedio "en un estado dado de la sociedad, bajo ciertas condiciones medias sociales o de producción, con una determinada intensidad social media y una habilidad media del trabajo empleado". Es decir, las necesidades van cambiando más por los estándares sociales que por las condiciones individuales, por los cuales incluyen: alimentación, vivienda, transporte, entretenimiento, etc. La cantidad de mercancías que consume un trabajador por día pueden ser producidas en menos tiempo. Entonces, el tiempo de trabajo necesario para que el trabajador fabrique las mercancías que consume es menor al tiempo de trabajo que labora en la empresa que lo contrató. Esto explica por qué los avances tecnológicos reducen el precio de los productos básicos y dejan sin trabajo a los productores menos avanzados.
En Marx no es el trabajo per se lo que crea valor, sino la explotación de la fuerza de trabajo vendida por los trabajadores libres a los capitalistas. Solo los trabajadores asalariados de los sectores productivos de la economía producen valor. “La producción capitalista no es meramente la producción de mercancías. Es, por su propia esencia, la producción de plusvalía”, explica Marx en el tomo I de El capital. “El trabajador no produce para sí mismo, sino para el capital. Por tanto, ya no le es suficiente con producir. Debe producir plusvalía. El único trabajador productivo es el que produce plusvalía para el capitalista”.
La fuerza de trabajo humana crea valor pero no se convierte en valor hasta que se objetiva en el mercado. "Solo cuando se vende un producto el productor sabrá si su trabajo privado es sancionado como trabajo socialmente necesario, y por lo tanto, como trabajo que ha generado valor". El "trabajo abstracto socialmente necesario materializado se representa como el atributo social que tiene su producto para relacionar socialmente a su productor a través del cambio, o sea, como el valor de su producto específicamente determinado como mercancía. En el momento en que el productor de mercancías ejerce el control sobre su proceso individual de trabajo propio del individuo libre, debe someter su conciencia y voluntad a las potencias sociales encarnadas en el producto de su trabajo" (Véase: Fetichismo de la mercancía).
La jornada laboral incluye el trabajo necesario y el plustrabajo. Durante el primero el trabajador repone su valor, durante el segundo trabaja sin remuneración alguna para él y sí para el capitalista. Por ejemplo, la jornada laboral legal actual en muchos países es de 8 horas, entonces si el trabajo necesario es de 4 horas, el plustrabajo será de 4 horas, tiempo del cual se apropia el capitalista por su posición social como dueño de los medios de producción.
Por tanto, dentro de la economía política marxista, se establece concepto de tiempo de trabajo socialmente necesario (TTSN) para producir una mercancía, la cual condiciona el valor del trabajo desagregando el plusvalor generado por la fuerza de trabajo. Astarita también explica que las nociones de "renta e interés" son partes del plusvalor, lo que también permite "explicar el precio de la tierra y de activos financieros" (ver: capital ficticio).

#### Tasa de ganancia
Marx diferenció en su obra El capital, entre el capital constante, la masa de capital invertida en medios de producción y materias primas; y el capital variable, el capital incurrido en los salarios para la contratación de fuerza de trabajo. Mientras del primero solo transfiere su valor a la mercancía, solo el segundo es capaz de crear plusvalor, y en consecuencia ganancias. La relación entre el capital variable y el constante se denomina como "composición orgánica del capital"; y la "tasa de plusvalor" o "tasa de explotación" como la relación del plusvalor entre el capital variable.
La tasa de plusvalor "explica el origen de la ganancia bruta para el capital total, enfrentado a la clase obrera en su conjunto". Sin embargo, para determinar el éxito de una inversión de un capital individual se mide la "tasa de ganancia", que es la relación del plusvalor obtenido entre el capital constante y capital variable adelantado en un ciclo productivo. La tasa de ganancia es directamente proporcional a la tasa de plusvalor y es inversamente proporcional a la composición orgánica del capital. Entonces:

{\displaystyle {\mbox{Tasa de ganancia }}={\frac {\mbox{Tasa de pluvalor}}{{\mbox{Composición orgánica del capital}}+1}}\Longrightarrow P/(C+V)={\frac {P/V}{C/V+1}}}

La cantidad de plusvalía producida en diferentes industrias será muy diferente según las composiciones del capital constante. Sin embargo, Marx notó que diferentes industrias tienden a compartir una tasa de ganancia media. Según Marx, esta contradicción se resolvería mediante la competencia y la reasignación de capitales; y con su teoría de los precios de producción expuesta en el tomo III de El capital, donde la suma de todos los precios es igual a la suma de todos los valores agregados. Como explica León Trotski: 

"[E]n último término únicamente los valores que han sido creados por el trabajo humano se encuentran a disposición de la sociedad, y los precios no poden franquear este límite, inclusive si se tiene en cuenta el “monopolio de los precios” o el “trust”; de allí donde el trabajo no ha creado un valor nuevo, ni el mismo Rockefeller puede sacar nada".

Solamente en una sociedad socialista con una economía planificada "se podrá lograr el equilibrio entre la oferta y la demanda; y así entre valor y precio".

"[C]uando la producción esté bajo el control real y predeterminado de la sociedad, establece la sociedad la relación coherente entre la cantidad de trabajo social de trabajo empleado en la producción de definidos artículos y la cantidad de demanda de la sociedad que ha de ser satisfecha por ellos... El cambio venta de mercancías según su valor es la ley racional y natural de su equilibrio."

#### Interpretación de David Harvey
De acuerdo a David Harvey, las pocas ocasiones en que Marx se refirió directamente a esta teoría, lo hizo bajo la denominación de "teoría del valor" y no de "teoría del valor-trabajo" ni de "teoría laboral del valor". Para Harvey, la teoría del valor, además de ocuparse del proceso del trabajo, se ocupa de las condiciones de reproducción social del ejército industrial de reserva. Para sustentar esta visión, Harvey menciona reportes europeos de mediados del siglo XIX citados por Marx. La conclusión de Harvey es que una intensificación en la competencia capitalista en el mercado, el cual incluye la búsqueda de valor relativo excedente obtenido a través de innovaciones tecnológicas, conlleva un deterioro en las condiciones de reproducción social para la clase trabajadora, o al menos, para un sector significativo de la misma.
Michael Roberts considera errónea la interpretación de Harvey porque equipara valores con precios y el proceso de valorización sea la circulación y no el intercambio. Citando a Marx: "no es el intercambio el que regula la magnitud de valor de la mercancía, sino a la inversa la magnitud de valor de la mercancía la que rige sus relaciones de intercambio". Harvey respondió que el valor es más bien "la unidad contradictoria de la producción y la realización". El valor no se produce en el intercambio, pero "el valor creado en la producción es sólo un valor potencial hasta que se realiza" en el intercambio. El capital entendido como "valor en movimiento" puede devaluarse si no entra en mercado. Harvey exploró este concepto como "antivalor" más a fondo en Companion to Capital Volume 2, el cual Marx en los Grundrisse denomina como capital "negado", "en barbecho", "dormido" o "fijado". Por otro lado, Paul Cockshott criticó la interpretación de Harvey defendiendo que las teorías de Marx y Ricardo "son sustancialmente idénticas", difiriendo sólo en la terminología".

#### Interpretación de Michael Heinrich
1. El trabajo debe ser técnicamente necesario, es decir, tener lugar en condiciones técnicas medias que no sobreutilicen ni subutilicen la mano de obra.
2. El trabajo debe ser socialmente necesario en el sentido de que debe haber suficiente demanda monetaria para que se venda la producción total.

Sólo el tiempo de trabajo empleado en las condiciones medias de producción existentes, así como para la satisfacción de la demanda social monetaria, constituye valor. La medida en que el trabajo gastado en el sector privado era realmente necesario para satisfacer la demanda depende, por una parte, de la cuantía de esta demanda y, por otra, del volumen de producción de otros productores, lo que se hace evidente por primera vez en el intercambio.

## Investigación empírica

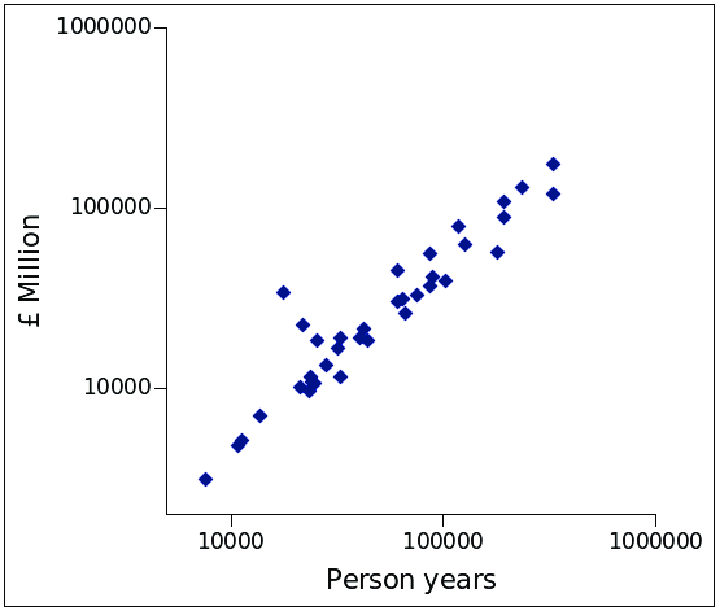
Relación entre el valor monetario de los productos de la industria del Reino Unido y el contenido laboral de estos productos. Fuente: Paul Cockshott, 2019.

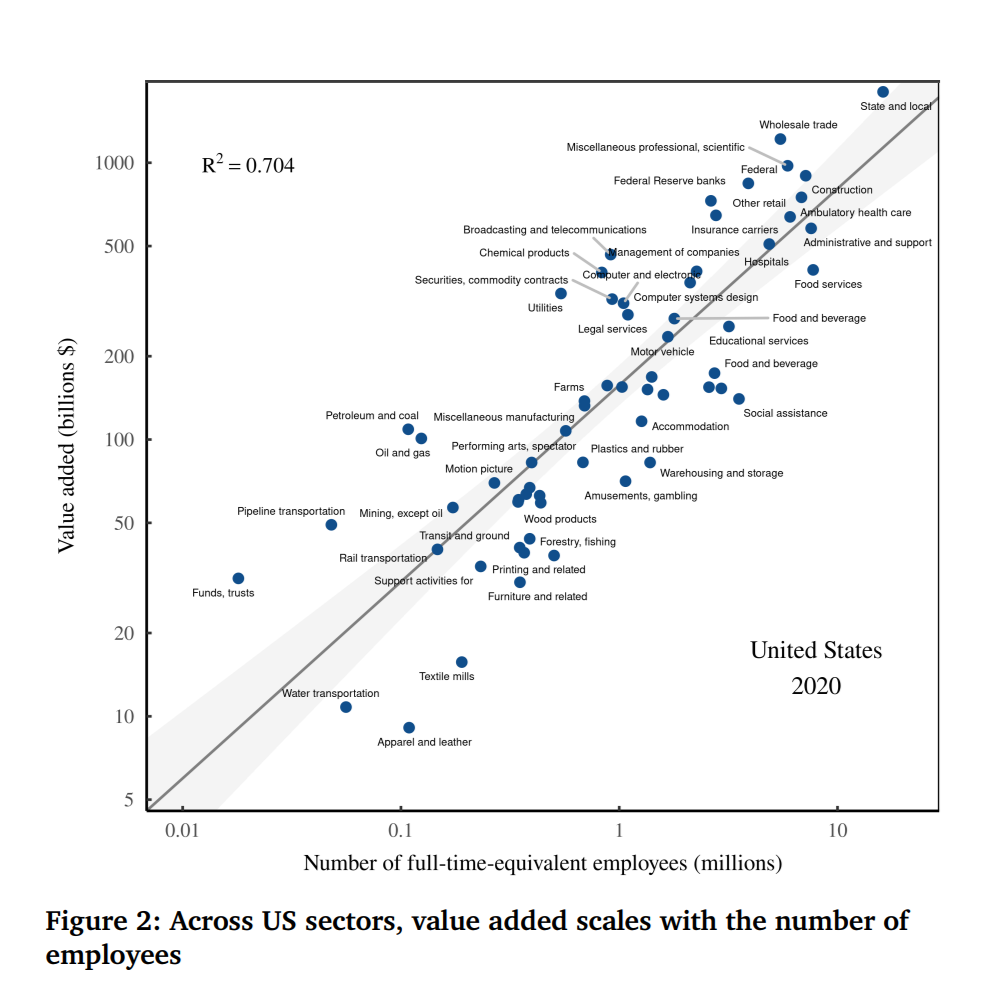
Diagrama que muestra una correlación entre el valor agregado y la cantidad de empleados de distintos sectores de EE. UU en 2020. Fuente: Blair Fix, 2021.

Durante los años han surgido un grupo de estudios académicos empíricos que "afirman que las desviaciones de los valores a los precios son bastante pequeñas". Mediante matrices de insumo-producto y coeficientes de trabajo verticalmente integrado se han calculado y comparado precios-valores promedios con los precios de producción; véase: Shaikh (1984, 1998), Ochoa (1989), Petrovic (1987).
Paul Cockshott y Allin Cottrell (1995, 1997, 1998) encontraron que para 49 industrias estadounidenses en la Clasificación Industrial Estándar una correlación muy fuerte (más del 98%) entre el contenido de trabajo de la producción industrial y la variación de los valores monetarios de esas industrias, por lo que "la economía marxista no tiene nada que temer de una confrontación con los datos empíricos".
En 2002, Tsoulfidis y Paitaridis realizaron investigaciones empíricas desde la economía griega. En 2004, Dave Zachariah observó en la economía sueca que los costes laborales están estrechamente relacionados con los precios de mercado (entre 0,930 y 0,965) y describió la TVT como una poderosa herramienta analítica para comprender cómo las economías de mercado regulan el trabajo social. En 2006, Zachariah mostrando correlaciones positivas en economías de 18 países distintos. La profesora Yan Ma (2016), de la Universidad de Finanzas y Economía de Shanghái, cita los resultados de un estudio según los cuales en un mercado libre y competitivo el costo de los bienes es inversamente proporcional a la productividad laboral; en un mercado libre monopolizado, se muestran resultados mixtos; en un mercado no competitivo monopolizado, el costo de los bienes es directamente proporcional a la productividad laboral. Estos resultados son consistentes con las predicciones de la TVT de Marx, con respecto a la relación entre la productividad laboral y el costo de los bienes. En ese mismo año, Tsoulfidis y Paitaridis (2016) realizaron investigaciones empíricas positivas desde la interpretación temporal y de sistema único. En un estudio de Güney Işıkara y Patrick Mokre (2020) se realiza un análisis estadístico extenso de las relaciones precio-valor que sugieren una considerable fortaleza de la teoría. El modelo que abarca 15 años y está basado en más de 36.000 vectores de precios de 42 países, revela apenas pequeñas variaciones respecto a las predicciones de la TVT del marxismo clásico.

Críticos a las investigaciones empíricas como Andrew Kliman, Jonathan Nitzan y Shimshon Bichler señalan que caen a su vez en un razonamiento circular al asumir que el valor de la fuerza de trabajo es proporcional a la tasa salarial real, o que la relación entre el capital variable y la plusvalía viene dada por la relación entre el salario y la ganancia; lo que presupone que el tiempo de trabajo predice el valor monetario. Además, las correlaciones de precio y valores observadas pueden ser espurias pues podrían ser causa de otros factores (véase: Cum hoc ergo propter hoc). 

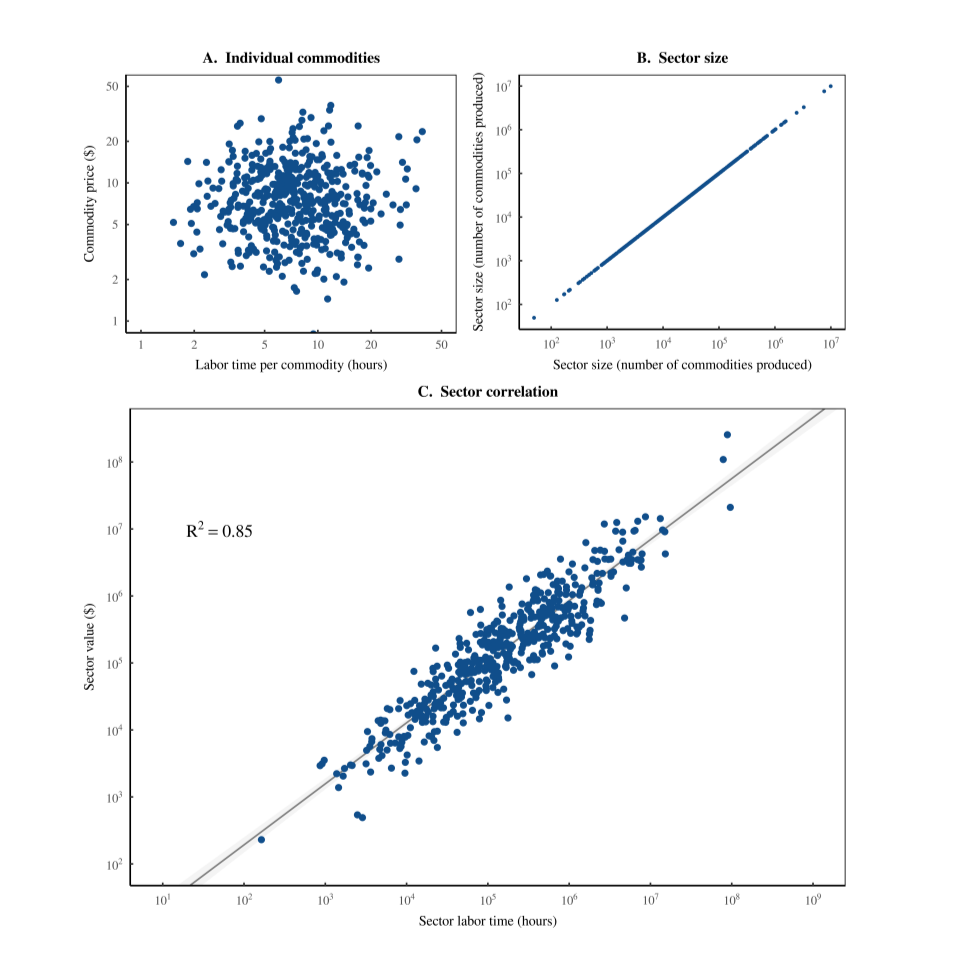
Diagramas de Bichler y Nitzan que muestra una correlación ilusoria entre el tiempo de trabajo y el precio de los productos al multiplicar los precios por el tamaño del sector. Fuente: Fix, Bichler y Nitzan.

Como demostración visual de correlación ilusoria, Nitzan y Bichler mostraron en un gráfica donde las variables del precio y el valor unitario promedio de mercancías de distintos sectores son aleatorias pero se correlacionaban cuando se les multiplicaba por un tercer factor (la cantidad de la producción de cada sector en su caso). Kliman, Nitzan y Bichler sugieren el "tamaño de las industrias" como el tercer factor determinante. Juan Ramón Rallo sugiere a la utilidad marginal como factor determinante, además de ser buena aproximación a los precios. Por otro lado, George Soklis, desde un punto de vista sraffiano, arguyó desde un análisis de la economía francesa en favor de "valores mercancía" como mejores aproximaciones que el valor-trabajo.
Otro problema, Kliman, Nitzan y Bichler señalan, es que la teoría del valor marxiana trata mercancías individuales, no sectores.
En respuesta a las críticas se han realizados otros estudios que miden valores sin utilizar precios y defensas de las medidas transversales de correlación. Cockshott, Cottrell y Baeza defienden que la "correlación entre dos vectores no cambian bajo una multiplicación escalar de uno de los vectores" y que para sostener que una correlación es espuria se ha de identificar ese tercer factor independiente que induce tal fenómeno y el "tamaño de la industria" de Kliman no es independiente de la producción. Sin embargo, Blair Fix arguye que puede haber más de un tercer factor y defiende una teoría de la naturaleza humana que llama "heurística igualitaria", en donde si "los seres humanos son igualitarios, entonces una correlación valor-trabajo es inevitable, y la teoría del valor-trabajo es innecesaria" (véase Juego del ultimátum).
La mayoría de los marxistas, sin embargo, rechazan la interpretación de Bichler y Nitzan de Marx, argumentando que su afirmación de que las mercancías individuales pueden tener valores, en lugar de precios de producción, malinterpreta el trabajo de Marx. Por ejemplo, Fred Moseley argumenta que Marx entendía el "valor" como una variable "macromonetaria" (la cantidad total de trabajo agregado en un año determinado más la depreciación del capital fijo en ese año), que luego se concreta al nivel de los precios individuales de producción, lo que significa que los "valores individuales" de las mercancías no existen.

## Críticas
El economista marxista Paul Cockshott sostiene que "fue la evidente amenaza política del movimiento socialista lo que motivó el rechazo de la teoría del valor-trabajo" ya que si se aceptase "entonces la crítica de Marx a la explotación capitalista se vuelve inevitable", lo cual es "políticamente intolerable" en países capitalistas. Es por ello que teóricos antimarxianos "se dedican a exponer los absurdos” de la teoría laboral del trabajo.

### Economía clásica y marginalismo
Mientras que Marx enfatizó la maximización del beneficio, los economistas neoclásicos ven en la maximización de la utilidad a un nivel individual o social la fuerza motriz de la economía. Así, por ejemplo, Léon Walras desarrolló una teoría del valor basada en la escasez. El economista austriaco Eugen von Böhm-Bawerk afirmó que el plusvalor o interés "surge de la diferencia entre el valor presente y el valor futuro de los bienes". William Stanley Jevons trató de compatibilizar su teoría con la posición clásica, donde "las mercancías se intercambian en cualquier mercado en proporción a las cantidades producidas por la misma cantidad de trabajo" y "los artículos se intercambiarán en cantidades inversamente al coste de producción de las porciones más costosas", pero en última instancia afirma que el trabajo puede medirse en términos de valor marginal, ya que en equilibrio la utilidad marginal iguala al valor marginal del trabajo. "El hecho es, que el trabajo, una vez gastado, no tiene ninguna influencia en el valor futuro de ningún artículo", afirmó Jevons. Alfred Marshall postuló una teoría híbrida donde el valor "depende del coste y de la utilidad, de la oferta y de la demanda". Marshall argumentó que su análisis marginalista no socavaba la teoría del valor-trabajo porque "a largo plazo los productores cambian entre sectores que persiguen rendimientos anormalmente altos y huyen de rendimientos anormalmente bajos de sus inversiones, de modo que las condiciones de oferta determinan el precio". Propuso que en un contexto competitivo, el precio (y por ende el valor económico) no se pueden determinar considerando exclusivamente los procesos e individuos implicados en la producción de los bienes, sino también teniendo en cuenta a aquellos que los compran, y los fenómenos relacionados con su consumo. En otras palabras, la ley de la oferta y de la demanda afirman que los precios de los bienes son el resultado de una interacción y una medida de cuán arduo es para la sociedad ofertarlos y cuán útiles son para su consumo. Es una teoría imperfecta debido a la inexistencia de competencia perfecta, sin embargo esta aproximación se acerca mucho a la realidad en mercados no monopolizados.[cita requerida]
Actualmente, la economía neoclásica ortodoxa utiliza la teoría del marginalismo, la cual "rechaza todo este lazo e incluye el valor de uso en la esencia del valor de cambio" basada en preferencias subjetivas. Así, Böhm-Bawerk admitió que:

Es cierto que creo que la teoría del valor del trabajo ha ganado durante algunos años una aceptación general, como resultado de la difusión de las ideas socialistas, pero en la época más reciente ha perdido decididamente terreno entre los círculos teóricos de todos los países. Y esto se debe, en particular, a la creciente importancia que ahora se concede a la teoría de la 'utilidad marginal'.

El marginalismo sostiene que el valor de cualquier bien o servicio se determina por su utilidad marginal, es decir, la utilidad de la última unidad de bien consumida medida según su precio en la satisfacción de un deseo específico de un consumidor. Según el marginalismo, el valor es subjetivo (ya que las mismas horas de ocio y bienes de consumo tienen distintas utilidades marginales para diferentes consumidores, o incluso para el mismo consumidor en circunstancias diferentes) y por lo tanto no se puede determinar midiendo cuánto trabajo llevó la producción de una unidad de un bien. En el óptimo de Pareto, por otra parte, las relaciones de intercambio entre bienes no sólo están determinadas por sus utilidades marginales, sino también por las productividades marginales de los factores de producción disponibles. Así, los economistas neoclásicos  "se centraron tanto en los mercados y los precios de mercado", por lo que consideraron la noción de "valor" como "algo metafísico, irreal e innecesario (y tal vez motivado políticamente) en la economía". Eso significa que, en el marginalismo, los bienes se intercambian a la cantidad marginal de trabajo necesario para producirlos. En este sentido, se puede hablar de una teoría del valor marginal de los inputs de trabajo. Sin embargo, esto se aplica a todos los factores de producción y a la utilidad marginal. El trabajo no es nada especial. Que estas teorías del valor se pueden mantener al mismo tiempo es posible gracias al análisis marginalista. El óptimo de Pareto se define como una situación en la que se maximiza la utilidad y al mismo tiempo todos los factores de producción se emplean de la manera más eficiente, conduciendo a una situación en donde todos los bienes se intercambian según sus utilidades marginales y las cantidades marginales de los factores productivos necesarios para producirlos. En otras palabras, si se pudiera corroborar empíricamente, el intercambio de bienes se lleva a cabo de acuerdo con la cantidad marginal de inputs de trabajo necesarios, lo cual confirmaría la teoría marginalista. Eso contradiría la teoría marxista, ya que según Marx los cocientes de intercambios están determinados por los precios de producción, que son diferentes de las cantidades de trabajo necesarias, es decir de su valor-trabajo. De forma implícita, Marx niega que el capitalismo sea un óptimo paretiano.
Marx, aunque no mencionó economistas marginalistas, consideró las teorías económicas que equiparaban el valor de uso con valor de cambio y que se centran solo en los precios como "economía vulgar", la cual "se contenta en los fenómenos pero no en la esencia". Engels sostuvo que el auge del marginalismo es debido a que Marx "mostró las peligrosas consecuencias de la economía clásica", lo cual lleva a una economía vulgar que "renuncia a toda ciencia". Los intentos de compatibilizar el marginalismo con el socialismo fueron tildados por Engels de un "marxismo disfrazado" de economía vulgar, un "socialismo vulgar".
Paul Mattick sostuvo que: "La escuela de utilidad marginal surgió en defensa de la capitalismo, y su apología consistió en la construcción de un concepto de valor lo que justificaba las diferenciaciones de clase e ingresos imperantes". Según Fred Moseley, "la teoría económica neoclásica se desarrolló, en parte, para atacar la noción misma de plustrabajo o plusvalía y para argumentar que los trabajadores reciben todo el valor incorporado en sus esfuerzos creativos". Defensores modernos de la teoría del valor-trabajo replicarían cómo el capitalismo solamente reconoce la demanda respaldada por el dinero, (el precio de un bien no sólo se mide por su utilidad sino también por la cantidad de dinero que tienen los consumidores). Eso depende del conjunto de relaciones de distribución preexistentes. Dichas relaciones de distribución se apoyan a su vez sobre un conjunto de relaciones de producción que determinan cómo obtienen dinero los consumidores, cómo obtienen beneficios los capitalistas, los obreros salarios, lo terratenientes rentas, y así sucesivamente. En consecuencia, el precio de un bien depende no solamente de su utilidad, sino de la cantidad de dinero que los diferentes consumidores poseen, de ahí sus diferentes demandas efectivas. Sin embargo, no está claro en absoluto si esto difiere de un efecto riqueza sobre la demanda derivado de un problema de maximización de la utilidad individual.
En microeconomía, la maximización de la utilidad se produce teniendo presentes ciertas restricciones presupuestarias, que son las debidas a la cantidad disponible de factores de producción, por ejemplo, el trabajo (así con Marx la maximización del beneficio se produce bajo la restricción de las técnicas de producción disponibles y la tasa salarial). De hecho, la última restricción es el tiempo. Los hogares dividen su tiempo (24 horas) en ocio y trabajo. El tiempo de trabajo se dedica a ganar dinero para comprar bienes de consumo. El hogar elige la cantidad de tiempo libre (a través de las horas de trabajo) y la cantidad de bienes de consumo que maximizan su función de utilidad. Con Marx, el tiempo de trabajo no se basa en una decisión libre de los hogares, sino del producto de la lucha de clases entre trabajadores y capitalistas; los primeros tratan de reducir las horas de trabajo y los segundo de incrementarlas. Más aún, todo lo anterior no considera los efectos del proceso de acumulación. 

### Transformación de valores y precios
La teoría  del valor-trabajo predice que las ganancias serán mayores en las industrias intensivas en mano de obra que en las industrias intensivas en capital, lo que se contradiría con los datos empíricos. También podemos notar que no todos los productos tienen las mismas proporciones de valor agregado por capital amortizado. Las industrias intensivas en capital, como las finanzas, pueden tener una gran contribución de capital, mientras que las industrias intensivas en mano de obra, como la agricultura, tendrían una relativamente pequeña. Pero acuerdo con Smith y Marx, hay una tendencia por la que se igualan las tasas de beneficio en el proceso de acumulación. Marx explica en el tomo III de El capital por qué las ganancias no se distribuyen de acuerdo con las industrias que son más intensivas en mano de obra y por qué esto es consistente con su teoría de los precios de producción. Si el precio de un bien está por encima de su precio de producción, entonces los capitalistas de ese sector obtiene una plusganancia (la tasa de beneficio supera a la tasa de beneficio medio de la economía en su conjunto). Como resultado, se atrae capital al sector, la producción aumenta y los precios caen hasta que el beneficio extraordinario desaparece. Los precios de producción resultantes se basan en horas de trabajo a través de la transformación del valor del trabajo. Si esto es o no consistente con la teoría del valor-trabajo, tal como se presenta en el tomo I, ha sido un tema de debate. (Ver: Problema de la transformación). 
Los críticos argumentan que esto convierte al LTV en una teoría macroeconómica, cuando se suponía que explicaba las relaciones de intercambio de las mercancías individuales en términos de su relación con sus proporciones de trabajo (lo que la convierte en una teoría microeconómica), sin embargo, Marx ahora sostenía que estas proporciones deben divergir de sus proporciones de trabajo. Por lo tanto, los críticos como Böhm-Bawerk sostuvieron que la solución propuesta por Marx a la "gran contradicción" no era tanto una solución como una elusión de la cuestión. Economistas marxistas como Friedrich Engels y Ronald L. Meek consideraron que los valores pertenece a un nivel de abstracción más alto que los precios. Esta visión ha llevado a economistas como Conrad Schmidt, Wilhelm Lexis, Eduard Bernstein, Piero Sraffa, Paul Samuelson, Nobuo Okishio y Michio Morishima de que la TvT es "parasitaria", centrándose en los precios y la explotación únicamente en su lugar (véase Teorema fundamental marxiano). Dentro del marxismo analítico se ha intentado demostrar las tesis de Marx sin apelar a la teoría del valor-trabajo. John Roemer usó la elección racional y la teoría de juegos en su Teoría general de la explotación y de las clases para demostrar cómo la explotación y las relaciones de clase pueden presentarse en el desarrollo de un mercado laboral. Por otro lado también se ha intentado demostrar la teoría del valor trabajo a partir de las tesis marginalistas.

### Mano de obra y explotación
Steve Keen argumenta que la idea de Marx de que sólo el trabajo puede producir valor se basa en la idea de que a medida que el capital se deprecia sobre su uso, entonces esto está transfiriendo su valor de cambio al producto. Keen argumenta que no está claro por qué el valor de la máquina debería depreciarse al mismo ritmo que se pierde. Keen utiliza una analogía con el trabajo: si los trabajadores reciben un salario de subsistencia y la jornada laboral agota la capacidad de trabajar, se podría argumentar que el trabajador se ha "depreciado" en una cantidad equivalente al salario de subsistencia. Sin embargo, esta depreciación no es el límite de valor que un trabajador puede agregar en un día (de hecho, esto es fundamental para la idea de Marx de que el trabajo es fundamentalmente explotado). Si así fuera, entonces la producción de un excedente sería imposible. Según Keen, una máquina podría tener un valor de uso mayor que su valor de cambio, lo que significa que podría, junto con el trabajo, ser una fuente de excedente. Keen afirma que Marx estuvo a punto de llegar a tal conclusión en los Grundrisse, pero nunca la desarrolló más. Keen observa además que, si bien Marx insistía en que la contribución de las máquinas a la producción es únicamente su valor de uso y no su valor de cambio, rutinariamente trataba el valor de uso y el valor de cambio de una máquina como idénticos, a pesar del hecho de que esto contradiría su afirmación de que los dos no estaban relacionados. Los marxistas responden argumentando que el valor de uso y el valor de cambio son magnitudes inconmensurables; afirmar que una máquina puede añadir "más valor de uso" del que vale en términos de valor es un error de categoría. Según Marx, una máquina, por definición, no puede ser una fuente de trabajo humano. Keen responde argumentando que la teoría del valor trabajo solo funciona si el valor de uso y el valor de cambio de una máquina son idénticos, ya que Marx argumentó que las máquinas no pueden crear plusvalía ya que su valor de uso se deprecia junto con su valor de cambio; simplemente lo transfieren al nuevo producto, pero no crean ningún valor nuevo en el proceso. El argumento de la maquinaria de Keen también se puede aplicar a los modos de producción basados en la esclavitud, que también se benefician de extraer más valor de uso de los trabajadores del que devuelven a los trabajadores.
Además, el economista Joseph Alois Schumpeter señaló un par de cuestiones que, en su opinión, socavaban la validez de la teoría del valor-trabajo. En primer lugar, escribió que la teoría del valor-trabajo no tenía en cuenta las diferencias intrínsecas en la calidad del trabajo entre los individuos (una diferencia que, según él, no podía encapsularse adecuadamente mediante el uso de un multiplicador de valor). Además, afirma que la teoría del valor-trabajo, tanto en sus formulaciones marxistas como ricardianas, implicaría que el trabajo fuera el único insumo en una economía, junto con que todo el trabajo fuera de naturaleza homogénea, una tesis que Schumpeter descarta como poco realista y que de todos modos podría ser resuelta por el marginalismo. Schumpeter continúa desviando su atención hacia la supuesta naturaleza autocontradictoria de cómo la teoría del valor-trabajo permite la justificación de la tesis marxista de la explotación, destacando que el trabajo en sí mismo no podía ser valorado ya que no era producido por ningún trabajo y que la acumulación de plusvalía descrita por Marx no podía ocurrir de forma estática, mercado perfectamente competitivo. Así, aunque le da a Marx el crédito por ver la necesidad de cambio inherente a los mercados capitalistas, Schumpeter concluye que la teoría del valor-trabajo y sus consecuencias siguen siendo teorías problemáticas.
Algunos economistas postkeynesianos han sido muy críticos con la teoría del valor-trabajo. Joan Robinson, quien a su vez era considerada una experta en los escritos de Marx, escribió que la teoría del valor-trabajo era en gran medida una tautología y "un ejemplo típico de la forma en que operan las ideas metafísicas".
Heinz D. Kurz señaló la heterogeneidad de las diversas mercancías y del trabajo mismo como problemático a la hora de buscar un sustancia común. 

### Economía ecológica
En la economía ecológica se ha criticado la teoría del valor-trabajo, donde se argumenta que el trabajo es en realidad energía a lo largo del tiempo. Tales argumentos generalmente no reconocen que Marx está indagando en las relaciones sociales entre los seres humanos, que no pueden reducirse al gasto de energía, al igual que la democracia no puede reducirse al gasto de energía que hace un votante para llegar al lugar de votación. Sin embargo, haciéndose eco de Joan Robinson, Alf Hornborg, un historiador ambiental, argumenta que tanto la dependencia de la "teoría del valor energético" como la "teoría del valor trabajo" son problemáticas, ya que proponen que los valores de uso (o la riqueza material) son más "reales" que los valores de cambio (o la riqueza cultural), sin embargo, los valores de uso están determinados culturalmente. Para Hornborg, cualquier argumento marxista que afirme que la riqueza desigual se debe a la "explotación" o al "pago insuficiente" de los valores de uso es en realidad una contradicción tautológica, ya que necesariamente debe cuantificar el "pago insuficiente" en términos de valor de cambio. La alternativa sería conceptualizar el intercambio desigual como "una transferencia neta asimétrica de insumos materiales en la producción (por ejemplo, mano de obra incorporada, energía, tierra y agua), en lugar de en términos de un pago insuficiente de insumos materiales o una transferencia asimétrica de 'valor'". En otras palabras, el intercambio desigual se caracteriza por la inconmensurabilidad, a saber: la transferencia desigual de insumos materiales; juicios de valor contrapuestos sobre el valor de la mano de obra, el combustible y las materias primas; la diferente disponibilidad de tecnologías industriales; y la descarga de las cargas ambientales sobre los menos recursos.

### Teorías en competencia
- Anarcocomunismo
- Teorías del valor
- Teoría de la intitulación
- Marginalismo
- Neo-ricardianismo
- Teoría subjetiva del valor